# Bargeld der Deutschen Mark
Das Bargeld der Deutschen Mark wurde mit der Währungsreform am 20. Juni 1948 durch die Bank deutscher Länder unter der Hoheit der drei Westalliierten Frankreich, USA und Vereinigtes Königreich in Form von Münzen und Banknoten herausgegeben. Es löste das Bargeld der Reichs- und Rentenmark sowie die Geldscheine der Allied Military Currency (AMC) von der Alliierten Militärbehörde ab.
Jede natürliche Person in den drei Westzonen Deutschlands erhielt sofort nach der Währungsreform ein „Kopfgeld“ von 40 DM und einen Monat später weitere 20 DM bar ausgezahlt, die bei der späteren Umwandlung der Reichsmark angerechnet wurden. Diese Regelung galt nicht für das Saarland, da die D-Mark dort erst am 6. Juli 1959 eingeführt wurde. In den drei Westsektoren Berlins bestand eine besondere Situation dadurch, dass die D-Mark zunächst als Nebenwährung zur Ostmark eingeführt und erst am 20. März 1949 durch die Westalliierten zum alleinigen gesetzlichen Zahlungsmittel erklärt wurde. Am 1. Juli 1990 wurde das Bargeld der Deutschen Mark auch zum alleinigen gesetzlichen Zahlungsmittel auf dem Gebiet der DDR.
Das Erscheinungsbild der Münzen blieb während der fünf Jahrzehnte, in denen die D-Mark gesetzliches Zahlungsmittel war, weitgehend unverändert, während es bei den Banknoten vier offiziell herausgegebene Serien gab. Der Bargeldumlauf ist in den Jahren 1950 bis 2000 von 7,8 auf 244,8 Milliarden Deutsche Mark stetig gewachsen. Obwohl die Sicherheitsmerkmale laufend verbessert wurden, waren die DM-Banknoten, nach den US-Dollar-Scheinen, die am zweithäufigsten gefälschte Währung.
Durch die Einführung des Euro-Bargeldes am 1. Januar 2002 verloren die Münzen und Banknoten der Deutschen Mark den Status eines gesetzlichen Zahlungsmittels. Die Deutsche Bundesbank tauscht seitdem D-Mark-Münzen und -Banknoten zum festgelegten Kurs in Euro um. Am 31. August 2021 war nach Angaben der Deutschen Bundesbank D-Mark-Bargeld im Nennwert von 12,37 Milliarden D-Mark (= 6,32 Milliarden Euro) noch nicht umgetauscht; das entspricht rund 5,1 Prozent des Bargeldbestands von 2000 (244,8 Mrd. DM). Die Summe verteilt sich auf 5,77 Milliarden D-Mark in Banknoten und 6,6 Milliarden D-Mark in Münzen.

## Münzen
Durch das Gesetz zur „Errichtung der Bank deutscher Länder“ vom 1. März 1948 erhielt diese Bank die alleinige Berechtigung zur Ausgabe von Banknoten und auch von Münzen. Die erste Münze war die von Adolf Jäger gestaltete 1-Pfennig-Münze, die in einer Auflage von insgesamt knapp 240 Millionen Stück am 24. Januar 1949 in den Umlauf kam. Am 21. Mai 1949 folgte die 10-, am 2. Januar 1950 die 5- und am 14. Februar 1950 die 50-Pfennig-Münze. Auch diese 5- und 50-Pfennig-Münzen trugen noch die Jahreszahl 1949.
Mit der „Bekanntmachung über die Ausgabe von Münzen im Nennwert von 1, 5, 10 und 50 Pfennig, die an Stelle der Schrift ‚Bank deutscher Länder‘ die Umschrift ‚Bundesrepublik Deutschland‘ tragen“ vom 6. Mai 1950 wurde jedoch vorgeschrieben, diesen Nominalen statt der Umschrift „BANK DEUTSCHER LÄNDER“ die Umschrift „BUNDESREPUBLIK DEUTSCHLAND“ zu geben, sofern sie das Ausgabejahr „1950“ trugen. Durch das Bundesgesetz über die Ausprägung von Scheidemünzen vom 8. Juli 1950 (BGBl, S. 323) ging das Münzregal auf den Bund (Bundesfinanzministerium) über. Aus diesem Grund galt nun auch für alle anderen neuen D-Mark-Münzen seit Mitte 1950 die Umschrift „BUNDESREPUBLIK DEUTSCHLAND“. In Paragraph 1 dieses Gesetzes waren auch die einzelnen Nominale aufgeführt, welche ausgegeben werden durften. Da die Rechtsgrundlage für die bereits ab Mai 1950 mit der neuen Umschrift versehenen Nominale nicht durch eine neue ersetzt wurde, wurden diese vier Nominale weiterhin, bis 1965, mit der Jahreszahl „1950“ ausgegeben. Seit einer Gesetzesänderung im Dezember 1986 konnten auch Scheidemünzen über 10 Deutsche Mark ausgeprägt werden.

### Abbildungen und Abmessungen
Alle Münzen wurden in Kehrprägung ausgeführt; d. h., um nach der Betrachtung der Vorderseite auch die Rückseite aufrecht zu sehen, muss die Münze um die vertikale Achse gedreht werden.
| Nennwert | Bild                                                                   | Entwurf                                                                                 | Metall                          | Durchmesser in mm | Dicke in mm | Masse in Gramm | Prägejahre | Ausgabetag                               | Außerkurssetzung am   |
| --- | ---------------------------------------------------------------------- | --------------------------------------------------------------------------------------- | ------------------------------- | ----------------- | ----------- | -------------- | --- | ---------------------------------------- | --------------------- |
| 1 Pfennig |                                                                        | Adolf Jäger, Frankfurt am Main                                                          | Stahlkern mit Kupfer plattiert  | 16,5              | 1,38        | 2              | 1948–1949 (BDL) 1950, 1966–2001 (BRD)                                                                                  | 24. Januar 1949 (BDL) 6. Mai 1950 (BRD)  | 1. Januar 2002 (alle) |
| 2 Pfennig |                                                                        | Basierend auf dem Entwurf von Adolf Jäger                                               | 95 % Kupfer, 4 % Zinn, 1 % Zink | 19,25             | 1,52        | 3,25           | 1950, 1958–1968 | 23. Oktober 1950                         | 1. Januar 2002        |
| 2 Pfennig | Stahlkern mit Kupfer plattiert                                         | Basierend auf dem Entwurf von Adolf Jäger                                               | 2,9                             | 19,25             | 1,52        | 1968–2001      | | 23. Oktober 1950                         | 1. Januar 2002        |
| 5 Pfennig |                                                                        | Adolf Jäger, Frankfurt am Main                                                          | Stahlkern mit Messing plattiert | 18,5              | 1,7         | 3              | 1949 (BDL) 1950, 1966–2001 (BRD)                                                                                       | 2. Januar 1950 (BDL) 6. Mai 1950 (BRD)   | 1. Januar 2002 (alle) |
| 10 Pfennig |                                                                        | Adolf Jäger, Frankfurt am Main                                                          | Stahlkern mit Messing plattiert | 21,5              | 1,7         | 4              | 1949 (BDL) 1950, 1966–2001 (BRD)                                                                                       | 21. Mai 1949 (BDL) 6. Mai 1950 (BRD)     | 1. Januar 2002 (alle) |
| 50 Pfennig | 50-Pfenning-Münze (Vorderseite links, Rückseite rechts)                | Richard Martin Werner, Oberursel (Taunus)                                               | Kupfernickel                    | 20                | 1,58        | 3,5            | 1949 (BDL) 1950, 1966–2001 (BRD)                                                                                       | 14. Februar 1950 (BDL) 6. Mai 1950 (BRD) | 1. Januar 2002 (alle) |
| 1 DM | 1-D-Mark-Münze (Vorderseite links, Rückseite rechts)                   | Josef Bernhart, München                                                                 | Kupfernickel                    | 23,5              | 1,75        | 5,5            | 1950, 1954–2001 | 18. Dezember 1950                        | 1. Januar 2002        |
| 2 DM | 2-D-Mark-Münze von 1951 bis 1958 (Vorderseite links, Rückseite rechts) | Josef Bernhart, München                                                                 | Kupfernickel                    | 25,50             | 1,79        | 7              | 1951 | 8. Mai 1951                              | 1. Juli 1958          |
| 2 DM |                                                                        | Karl Roth, München                                                                      | Kupfernickel                    | 26,75             | 1,79        | 7              | 1957–1971 | 21. Juni 1958                            | 1. August 1973        |
| 2 DM |                                                                        | Bildseite: verschiedene Entwürfe, gleichbleibende Wertseite: Reinhart Heinsdorff, Lehen | Magnimat                        | 26,75             | 1,79        | 7              | 1969–1987 (Adenauer) 1970–1987 (Heuss) 1979–1993 (Schumacher) 1988–2001 (Erhard) 1990–2001 (Strauß) 1994–2001 (Brandt) | seit 28. Dezember 1970 (Adenauer)        | 1. Januar 2002 (alle) |
| 5 DM |                                                                        | Albert Holl, Schwäbisch Gmünd                                                           | 62,5 % Silber, 37,5 % Kupfer    | 29                | 2,07        | 11,2           | 1951, 1956–1961, 1963–1974                                                                                             | 8. Mai 1952                              | 1. August 1975        |
| 5 DM |                                                                        | Wolfgang Doehm, Stuttgart                                                               | Magnimat                        | 29                | 2,07        | 10             | 1975–2001 | 1. Februar 1975                          | 1. Januar 2002        |
| BDL: Münzen mit Umschrift „Bank deutscher Länder“ BRD: Münzen mit Umschrift „Bundesrepublik Deutschland“ 1. 2. 3. |                                                                        |                                                                                         |                                 |                   |             |                | |                                          |                       |

### Prägestätten
| Zeichen  | Prägezeit | Prägezeit | Prägestätte                | Prägeschlüssel | Prägeschlüssel |
| Zeichen  | von       | bis       | Prägestätte                | 1948–1990      | 1991–2001      |
| -------- | --------- | --------- | -------------------------- | -------------- | -------------- |
| A        | 1990      | 2001      | Staatliche Münze Berlin    | entfällt       | 20 %           |
| D        | 1948      | 2001      | Bayerisches Hauptmünzamt   | 26 %           | 21 %           |
| F        | 1948      | 2001      | Staatliche Münze Stuttgart | 30 %           | 24 %           |
| G        | 1948      | 2001      | Staatliche Münze Karlsruhe | 17,3 %         | 14 %           |
| J        | 1948      | 2001      | Hamburgische Münze         | 26,7 %         | 21 %           |
| 1. 2. 3. |           |           |                            |                |                |

Die Münzen wurden in fünf verschiedenen Prägestätten hergestellt (siehe nebenstehende Tabelle). Die Münzzeichen auf den Münzen geben Aufschluss darüber, in welcher Prägeanstalt die jeweilige Münze hergestellt wurde. In Berlin wurden erst ab Juni 1990, nach Abschluss des Vertrages über die Schaffung einer Währungs-, Wirtschafts- und Sozialunion zum 1. Juli 1990, DM-Münzen geprägt; zuvor waren hier Münzen der DDR hergestellt worden. Die reguläre Produktion von Kursmünzen wurde 1996 eingestellt. Jedoch wurden noch bis 2001 in deutlich geringerer Auflage Kursmünzsätze geprägt.

### Kleinmünzen
Die 2-Pfennig-Münze bis 1968 bestand massiv aus einer 95-prozentigen Kupferlegierung. Danach wurde sie, wie auch die Kleinmünzen zu 1, 5 und 10 Pfennig schon zuvor, in minderer Qualität auf Eisenronden geprägt, deren Ober- und Unterseite lediglich dünn mit einer Kupfer- oder Messingschicht überzogen war. Dadurch begannen sie leicht zu rosten, wenn sie längere Zeit ungeschützt feuchter Witterung ausgesetzt waren.
Die Kleinmünzen waren, anders als die höherwertigen Münzen, in ihrer Gestaltung einheitlich. Sie trugen auf der Vorderseite die Wertangabe, das Münzzeichen sowie zwei Ähren und auf der Rückseite die Umschrift „Bank deutscher Länder“ bzw. „Bundesrepublik Deutschland“, die Jahreszahl und einen Eichenzweig mit fünf Blättern.
Einer der beiden Entwürfe von Jäger sah auf der Rückseite der Münzen drei ineinander verschränkte Ringe vor, die offensichtlich die drei Westzonen symbolisieren, die zu einer Währungsunion verbunden werden. Weil aber schon in der Ausschreibung für die 1-, 5- und 10-Pfennig-Münzen festgelegt wurde, dass die Entwürfe „keine politischen Tendenzen zum Ausdruck bringen“ sollten, wurde der andere Entwurf mit dem Eichenzweig ausgewählt. Weiter wurde in der Ausschreibung festgelegt, dass die Beschriftung in Antiqua ausgeführt werden „muß“, um sich von den Münzen aus der Zeit des Nationalsozialismus ab 1933 zu unterscheiden, auf denen die Frakturschrift verwendet wurde.
Es sollte vielmehr an die „materiale Wert-Tradition der Vorkriegszeit“ angeknüpft werden. Aus diesem Grund wurde das 1-Pfennig-Stück als kupferne Münze mit genau zwei Gramm Gewicht ausgeführt, wie sie schon seit der Kaiserzeit ab 1873 geprägt wurden. Da jedoch bei einer fast reinen Kupfermünze (das Vorbild bestand aus der gleichen Legierung wie das 2-Pfennig-Stück bis 1968) der Materialwert den Nennwert überstiegen hätte, wurde eine Eisen-Münze geprägt, die lediglich mit Kupfer plattiert wurde.

### 50-Pfennig-Münze

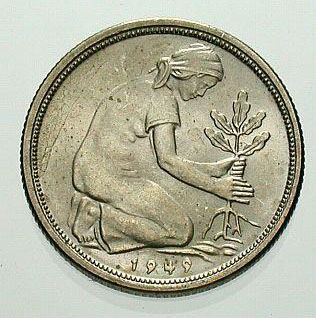
50-Pfennig-Münze

Die auf der Rückseite der 50-Pfennig-Münze abgebildete kniende Frau ist Gerda Johanna Werner. Sie pflanzt eine Eiche als Symbol für den Wiederaufbau Deutschlands nach dem Zweiten Weltkrieg. Ihr Ehemann Richard Martin Werner, der das Bild entwarf, wollte damit die Leistung der Millionen Trümmerfrauen, aber auch der zahlreichen in der Wiederaufforstung tätigen Waldarbeiterinnen (Kulturfrauen) würdigen.
Mit der Herstellung der neuen 50-Pfennig-Münze begannen die Prägeanstalten 1949. Die Umschrift lautete zunächst „Bank deutscher Länder“; 1950 wurde sie in „Bundesrepublik Deutschland“ geändert. Die Staatliche Münze Karlsruhe (Münzzeichen G) ließ die Maschinen aber kurzzeitig mit der neuen Jahreszahl und der alten Umschrift weiterlaufen. Die 30.000 Fehlprägungen mit der alten Umschrift wurden aus Kostengründen nicht eingezogen. So entstanden gesuchte Sammlerstücke, die je nach Erhaltungszustand mit bis zu 3000 Euro gehandelt werden. Anfang der 1970er Jahre wurden diese beim Karlsruher Münzskandal illegal nachgeprägt.
Die 50-Pfennig-Münzen hatten anfangs als einzige DM-Münzen einen Riffelrand. Ab 1972 wurden die 50-Pfennig-Stücke mit glattem Rand geprägt, um die Herstellungskosten zu senken.
Das Größenverhältnis der 50-Pfennig-Münze zum 1-Mark-Stück geht noch auf das der Silbermünzen im Deutschen Reich bis 1918 zurück. Damals entsprach die 50-Pfennig-Münze bzw. später die „halbe Mark“ auch im Materialwert einer halben Mark. Der Durchmesser der 50-Pfennig-Münze betrug unverändert 20 Millimeter. Der Durchmesser der 1-D-Mark-Münze wich nur um einen halben Millimeter von dem der Silbermark ab. Die Größenverhältnisse unterscheiden sich dagegen in Masse und Dicke.

### 1-DM-Münze

Arabesken verzieren den Rand der 1-DM-Münze

Die 1-Mark-Münze war die erste Münze, auf der die Währungsbezeichnung „Deutsche Mark“ geprägt war; die vorher ausgegebenen Münzen trugen die Bezeichnung „Pfennig“. Sie bestand, wie das 50-Pfennig-Stück, aus Kupfernickel. Auf der Münze sind zwei der verbreitetsten deutschen Symbole abgebildet: Eichenlaub auf der Vorderseite und der Bundesadler auf der Rückseite. Während die anderen vorher ausgegebenen Münzen einen glatten oder geriffelten Rand hatten, war der Rand der 1-DM-Münze mit Arabesken verziert.

### 2-DM-Münze
Am 8. Mai 1951 wurde die erste 2-DM-Münze ausgegeben. Der Entwurf stammte von Josef Bernhart aus München in Anlehnung an die ebenfalls von ihm gestaltete 1-DM-Münze.
Bei gleicher Rückseite hatte die Münze zwar einen zwei Millimeter größeren Durchmesser als das 1-Mark-Stück, neben der Wertzahl waren statt Eichenlaub Ähren und Trauben dargestellt und der Rand war statt mit Arabesken mit dem Text „Einigkeit und Recht und Freiheit“ verziert; weil aber diese Unterschiede nur gering waren, kam es oft zu Verwechslungen mit der 1-DM-Münze. Selbst Banken hatten Schwierigkeiten, die beiden Münzen auseinanderzuhalten.
Deswegen beschloss der Bundestag am 30. September 1955 den Austausch der bisher umlaufenden Münzen gegen eine neue, unverwechselbare Prägung. Am 13. März 1957 hatte die Bundesregierung über das Münzbild zu entscheiden. Es standen der Physik-Nobelpreisträger Max Planck, der Mediziner Robert Koch und der Ingenieur Oskar von Miller zur Auswahl. Den Vorschlag von Vizekanzler Franz Blücher, eine weitere Münze mit einem anderen Porträt einer Person von jenseits der Oder-Neiße-Linie herauszugeben, konnte Innenminister Gerhard Schröder nicht befürworten, da er zwei Motive mit demselben Nennwert nicht für zweckmäßig hielt. Am Ende wurde das Porträt von Max Planck, aus Anlass seines 100. Geburtstags, in der Ausführung von Karl Roth ausgewählt. Zudem wurde beschlossen, die Wertzahl auffallender hervorzuheben. Am 21. Juni 1958 wurde das neue 2-Mark-Stück mit einem etwas größeren Durchmesser von 26,75 mm und einem neu gestalteten Bundesadler auf der Wertseite ausgegeben. Am 30. Juni 1958, nur neun Tage nach Einführung des neuen Geldstücks, wurde das alte 2-DM-Stück außer Kurs gesetzt und verlor seine Gültigkeit als gesetzliches Zahlungsmittel; bis zum 30. September 1958 konnte es eingetauscht werden.
Doch auch durch die Einführung des neuen Geldstücks waren nicht alle Probleme beseitigt: So kam es zunächst weiterhin zu Verwechslungen, diesmal mit dem 5-Mark-Stück. Zudem war es nicht automatensicher. Viele ausländische Geldstücke mit gleichen Abmessungen und gleicher Legierung wurden von den Automaten als 2-DM-Stück angenommen, obwohl sie teils einen deutlich niedrigeren Wert hatten.
Am 2. Februar 1969 wurde gemeldet, dass es eine neue 2-DM-Münze mit dem Abbild Konrad Adenauers, des ersten Bundeskanzlers der Bundesrepublik Deutschland, geben solle, die die Max-Planck-Münzen ersetzen werde. Statt einer einfachen Kupfer-Nickel-Legierung (75 % Cu, 25 % Ni) wurde Magnimat als Werkstoff verwendet. Magnimat besteht aus einem Reinnickelkern (bei der 2-DM-Münze waren es 7 %), auf den jeweils vorne und hinten eine Schicht aus Kupfernickel aufgewalzt wird. Die dadurch veränderten magnetischen Eigenschaften konnten von den Automaten sicher erkannt werden. Die Prägung startete im Jahr 1969. Am 28. Dezember 1970 wurden die ersten Münzen ausgegeben. Aus logistischen Gründen wurde aber zunächst nur ein kleiner Teil in Umlauf gebracht. Da außerdem noch neue Münzen mit dem Bildnis von Max Planck ausgegeben wurden (sie wurden bis ins Jahr 1971 geprägt), verbreitete sich bei Spekulanten und Sammlern das Gerücht, dass die Bundesregierung, die inzwischen von einer Koalition aus SPD und FDP gestellt wurde, keinen CDU-Politiker auf den Münzen dulden würde. Das führte dazu, dass Sammler zum Teil bis zu 5 DM für eine Adenauer-Münze zahlten.
Am 1. Juli 1973 (als nach wie vor eine sozial-liberale Koalition regierte) wurde dann die Adenauer-Münze zusammen mit der Theodor-Heuss-Münze, die die gleichen Spezifikationen (Größe, Masse, Legierung) aufwies, in großer Zahl ausgegeben. Die Max-Planck-Münze wurde zum 31. Juli 1973 außer Kurs gesetzt und verschwand so aus dem Geldkreislauf.
Es folgten weitere 2-DM-Münzen dieser Art mit den Abbildungen verstorbener Politiker der Bundesrepublik. Sie wurden jeweils aus Anlass eines runden Jubiläums der Bundesrepublik (1969, 1979, 1989, 1994) oder der D-Mark (1988) herausgegeben. Die folgende Tabelle stellt die sechs Münzen der Politiker-Serie im Überblick dar:
| Dargestellter Politiker                                                              | Entwurf                        | Anlass                                        | Prägejahre | Ausgabetag                  |
| ------------------------------------------------------------------------------------ | ------------------------------ | --------------------------------------------- | ---------- | --------------------------- |
| Konrad Adenauer (CDU) (1876–1967) erster Bundeskanzler (1949–1963)                   | Reinhart Heinsdorff Lehen      | 20 Jahre Bundesrepublik Deutschland 1949–1969 | 1969–1987  | 28. Dezember 1970 (s. Text) |
| Theodor Heuss (FDP) (1884–1963) erster Bundespräsident (1949–1959)                   | Karl Ulrich Nuss Strümpfelbach | 20 Jahre Bundesrepublik Deutschland 1949–1969 | 1970–1987  | 1. Juli 1973                |
| Kurt Schumacher (SPD) (1895–1952) erster Oppositionsführer (SPD)                     | Hans-Joachim Dobler Walda      | 30 Jahre Bundesrepublik Deutschland 1949–1979 | 1979–1993  | 21. Mai 1979                |
| Ludwig Erhard (CDU) (1897–1977) Bundeswirtschaftsminister, Bundeskanzler (1963–1966) | Franz Müller München           | 40 Jahre Deutsche Mark 1948–1988              | 1988–2001  | 20. Juni 1988               |
| Franz Josef Strauß (CSU) (1915–1988) Bundesminister, bayerischer Ministerpräsident   | Erich Ott München              | 40 Jahre Bundesrepublik Deutschland 1949–1989 | 1990–2001  | 9. Oktober 1990             |
| Willy Brandt (SPD) (1913–1992) Bundeskanzler (1969–1974)                             | Hubert Klinkel Würzburg        | 45 Jahre Bundesrepublik Deutschland 1949–1994 | 1994–2001  | 19. Juli 1994               |

Die 2-DM-Münzen seit 1958 unterscheiden sich somit von den anderen Kursmünzen: Ähnlich wie Gedenkmünzen wurden sie jeweils aus einem besonderen Anlass herausgegeben und tragen das Kopfbildnis einer berühmten Person. Von 1973 bis 2001 waren auch verschiedene 2-DM-Münzen in großer Zahl gleichzeitig für längere Zeit im Umlauf.

### 5-DM-Münze
Für die Gestaltung der 5-DM-Umlaufmünze wurde ein Wettbewerb veranstaltet, bei dem 685 Vorschläge eingereicht wurden. 30 Entwürfe wurden am 22. Februar 1951 dem Bundeskabinett vorgelegt. Davon kamen die von Albert Holl aus Schwäbisch Gmünd, Louis Robert Lippl, Professor an der Technischen Universität München, und Franz Holz aus Mainz in die engere Wahl. Am 8. Mai fiel die endgültige Entscheidung zugunsten von Albert Holl.
Die Münze bestand ursprünglich aus einer Legierung mit 62,5 % Silber und 37,5 % Kupfer. Als durch Silberspekulation Mitte 1974 der Silberpreis pro Feinunze (ca. 31 g) zeitweilig auf über 6 US-Dollar stieg (bei einem Dollarkurs von rund 2,50 DM entsprechend 15 DM), näherte sich der Metallwert dem Nennwert des 5-Mark-Stücks. Dadurch hätte es sich alsbald lohnen können, die Münzen einzuschmelzen (gemäß dem Gresham-Kopernikanischen Gesetz aus dem 16. Jahrhundert). Dann wären die Herstellung und Ausgabe der Münzen ein Verlustgeschäft geworden. 1975 wurde deswegen die alte 5-DM-Münze aus dem Umlauf genommen und durch eine neue Münze aus Magnimat mit einer moderneren Darstellung des Bundesadlers ersetzt.
Im Jahr 1979 wurde der Umtausch im Fernsehzweiteiler Das Ding thematisiert. Zu der Zeit war der Silberpreis bereits so weit angestiegen, dass der Materialwert der schon geprägten Silbergedenkmünze „Otto Hahn“ tatsächlich deutlich über dem Nominalwert von 5 Mark lag; die Münzen wurden deshalb vor der Ausgabe bis auf wenige Exemplare wieder eingeschmolzen. Die folgende Neuprägung und auch alle folgenden Gedenkmünzen mit diesem Nennwert hatten keinen Silberanteil mehr.
Alle 5-DM-Kursmünzen trugen, wie auch die 2-DM-Münzen, die Randinschrift „Einigkeit und Recht und Freiheit“. Die Positionierung (Beginn des Textes) und die Orientierung (korrekt lesbar bzw. auf dem Kopf stehend) dieser Einprägung sind aufgrund des Herstellungsverfahrens nicht einheitlich.

### Spitznamen
Für einzelne Münzen waren (zum Teil regionale) Spitznamen in Gebrauch. So wurde die 10-Pfennig-Münze umgangssprachlich oft „Groschen“ genannt und die 5-Pfennig-Münze manchmal „Sechser“. 1- und 2-Pfennig-Münzen wurden bisweilen (möglicherweise wegen ihrer braunroten Farbe) als „Indianergeld“ bezeichnet. Die 5-DM-Münzen der ersten Ausgabe bis 1975 hießen aufgrund des verwendeten Materials und des Motivs auch „Silberadler“.
Regional war im nord- und westdeutschen Raum für die 5-DM-Münze die Bezeichnung „Heiermann“ verbreitet. In Bayern wurden die Pfennig-Münzen ab einem Wert von 5 Pfennig mit dem bairischen Verkleinerungs-Suffix „-erl“ versehen und hießen entsprechend ihren Nennwerten „Fünferl“, „Zehnerl“ und „Fuchzgerl“ (= „Fünfzigerl“). Die 2-DM-Münze wurde häufig als „Zwickel“ bezeichnet, das 2-Pfennig-Stück als „Zwoaring“. Viele der in Bayern gebräuchlichen Bezeichnungen für DM-Münzen sind heute auf die Euro-Münzen mit entsprechenden Nennwerten übergegangen; d. h., ein Zehnerl ist nun eine Münze im Wert von 10 Eurocent, der Zwickel ist nun eine 2-Euro-Münze.

### Seltene Kursmünzen
Die nachfolgende Liste gibt einen Überblick über die seltensten regulären Münzen je Nominal mit dem höchsten Sammlerwert in prägefrischer (ST) Qualität. Für Münzen mit Erhaltungsgrad PP werden zum Teil deutlich höhere, für zirkulierte Stücke deutlich niedrigere Preise erzielt.
- 1-Pfennig-Münze von 1948 aus Karlsruhe (G) ca. 90 Euro
- 2-Pfennig-Münze von 1950 aus Karlsruhe (G) ca. 90 Euro
- 5-Pfennig-Münze von 1967 aus Karlsruhe (G) ca. 80 Euro
- 10-Pfennig-Münze von 1967 aus Karlsruhe (G) ca. 90 Euro
- 50-Pfennig-Münze von 1950 aus Karlsruhe (G) mit Umschrift „BANK DEUTSCHER LÄNDER“ ca. 1.800 Euro (siehe oben)
- 50-Pfennig-Münze von 1966 aus Hamburg (J) und von 1995 aus Stuttgart (F) und Karlsruhe (G) ca. 100 Euro
- 1-DM-Münze von 1954 aus Stuttgart (F) ca. 1.000 Euro sowie aus Karlsruhe (G) von 1954 ca. 1.600 Euro und 1955 ca. 1.500 Euro
- 2-DM-Münze „Ähren“ von 1951 aus Karlsruhe (G) ca. 300 Euro
- 2-DM-Münze „Max Planck“ von 1959 aus München (D) ca. 300 Euro und aus Stuttgart (F) ca. 400 Euro
- 5-DM-Münze „Silber“ von 1958 aus Hamburg (J) ca. 4.500 Euro
- 5-DM-Münze „Magnimat“ von 1995 aller Prägestätten ca. 50 Euro

Daneben gibt es noch seltene Fehlprägungen und Proben, die zum Teil wesentlich höher gehandelt werden.

### Gedenkmünzen
Neben den Kursmünzen wurden auch Gedenk- und Sondermünzen geprägt. Obwohl sie den Status eines gesetzlichen Zahlungsmittels hatten, tauchten sie im Alltag nur sehr selten auf.
Die erste D-Mark-Gedenkmünze wurde am 11. September 1953 zum 100-jährigen Bestehen des Germanischen Museums in Nürnberg herausgegeben. Die Münze hatte die gleichen technischen Daten wie die zur damaligen Zeit umlaufende 5-DM-Kursmünze. Bei einer Auflage von 200.000 Stück – davon nur 1.240 in Spiegelglanz (PP) – erreicht sie bei Sammlern einen Wert von bis zu 3600 Euro. Insgesamt 28 verschiedene Motive wurden in den Jahren 1953 bis 1979 herausgegeben.
Nachdem München den Zuschlag für die Ausrichtung der Olympischen Sommerspiele 1972 erhalten hatte, wurde zu diesem Anlass am 26. Januar 1970 die erste 10-DM-Gedenkmünze ausgegeben; abgebildet war die Strahlenspirale, das Logo der Spiele. Bis 1972 wurden insgesamt fünf verschiedene Motive im Zusammenhang mit den Olympischen Spielen herausgegeben. Die Aufstockung des ersten Motivs (Strahlenspirale) führte auch zu einer Änderung der Umschrift: Da die Spiele jeweils an eine Stadt und nicht an ein Land vergeben werden, wurde der ursprüngliche Text „SPIELE DER XX. OLYMPIADE 1972 IN DEUTSCHLAND“ auf „… IN MÜNCHEN“ geändert. Zum ersten Mal wurden mit den Olympiamünzen alle damaligen westdeutschen Münzprägestätten mit der Herstellung beauftragt – zuvor wurden alle Münzen einer Ausgabe von jeweils einer Anstalt geprägt. Die Münzen bestanden zu 62,5 Prozent aus Feinsilber und zu 37,5 Prozent aus Kupfer. Sie hatten eine Masse von 15,5 Gramm und einen Durchmesser von 32,5 Millimeter.
Nachdem aufgrund des hohen Silberpreises bereits 1975 die 5-Mark-Kursmünze durch eine Version aus Magnimat ausgetauscht wurde, wurde ab 1980 auch bei den Gedenkmünzen auf Silber verzichtet. 1979 war der Silberpreis auf fast 50 US-Dollar hochgeschnellt. Für die am 24. September 1980 zum 100. Geburtstag von Otto Hahn ausgegebene Münze hätte der Silberwert mit 7,21 DM über dem Nennwert von 5 DM gelegen. Seitdem wurden alle 5-DM-Münzen aus Kupfer-Nickel geprägt. 14 weitere Motive folgten von 1980 bis 1986. Letztmals wurde am 22. Oktober 1986 zum 200. Todestag Friedrichs des Großen eine 5-DM-Gedenkmünze herausgegeben.
Zur 750-Jahr-Feier Berlins wurden am 30. April 1987 die 10-DM-Gedenkmünzen wiederbelebt. Die Münzspezifikationen entsprachen den Olympiamünzen. 1998 wurde der Silbergehalt (bei gleichem Durchmesser und gleicher Masse) auf 92,5 Prozent aufgestockt. Zu insgesamt 36 Anlässen wurden bis zur Einführung des Euro 10-DM-Münzen herausgegeben.
Am 26. Juli 2001 gab die Deutsche Bundesbank aufgrund der Ermächtigung durch das Gesetz über die Ausprägung einer 1-DM-Goldmünze und die Errichtung der Stiftung „Geld und Währung“ vom 27. Dezember 2000 die letzte Auflage der Deutschen Mark aus. Die Münze besteht aus 999er Feingold und entspricht im Aussehen der zuletzt ausgegebenen 1-DM-Münze mit der Abweichung, dass die Umschrift auf der Bildseite nicht „Bundesrepublik Deutschland“, sondern „Deutsche Bundesbank“ lautet. Die Münze wurde mit einer Auflage von einer Million Stück zum Ausgabepreis von 250 DM ausgegeben. Es ist die einzige Goldmünze mit der Währungsbezeichnung Deutsche Mark.

## Banknoten

### Erste Serie (1948)

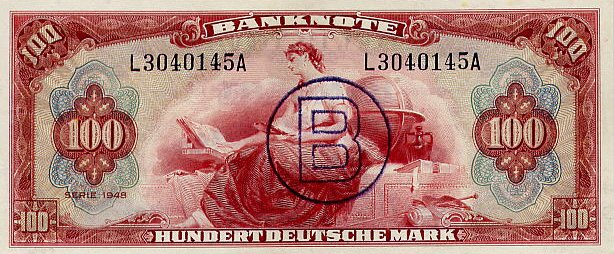
100-DM-Schein mit „Bärenmark“-Stempel

Die erste Banknotenserie wurde in den USA gedruckt und gelangte im Frühjahr 1948 in der streng geheimen Operation „Bird Dog“ mit dem Schiff nach Bremerhaven. Per Lkw wurden die 23.000 Stahlkisten mit dem neuen Geld weiter nach Frankfurt gebracht. Die Banknoten wurden dann mit der Währungsreform am 20. Juni 1948 durch die Bank deutscher Länder unter der Hoheit der westlichen Alliierten herausgegeben. Die Gestaltung der Noten orientierte sich sehr stark am US-Dollar; es wurden sogar Figuren von amerikanischen Eisenbahnaktien verwendet. Eine Angabe der Ausgabe-Institution und eine Unterschrift fehlen. Ebenso fehlt der Ausgabeort, damit, im Falle einer Einigung mit der Sowjetunion, eine gemeinsame Währung in ganz Deutschland noch möglich gewesen wäre.
Zur Währungsreform standen nur Banknoten ab ½ Mark zur Verfügung. Münzen wurden erst ab 1949 ausgegeben. Um die Kleingeldversorgung der Bevölkerung und des Handels sicherzustellen, konnten die noch umlaufenden Münzen und Banknoten bis zu einem Betrag von einer Reichsmark für eine Übergangszeit zu einem Zehntel ihres Nennwerts weiter benutzt werden.:S. 22 Daher konnte auf Geldscheine zu Beträgen von unter 50 Pfennig zunächst verzichtet werden.
Innerhalb der ersten Serie gab es je zwei verschiedene Ausgaben der 20- und 50-DM-Scheine.
Am 24. Juni 1948 wurde der Gültigkeitsbereich der Deutschen Mark (West) auf die drei westlichen Sektoren von Berlin ausgedehnt. Diese Banknoten bekamen eine Stempelung und/oder eine Perforation mit einem „B“. Umgangssprachlich wurden diese Scheine daher „Bärenmark“ genannt.
| Nennwert | Vorderseite                                                                  | Rückseite | Maße           | aufgerufen zum   |
| -------- | ---------------------------------------------------------------------------- | --------- | -------------- | ---------------- |
| ½ DM     |                                                                              |           | 112 mm × 67 mm | 30. April 1950   |
| 1 DM     |                                                                              |           | 112 mm × 67 mm | 28. Februar 1957 |
| 2 DM     |                                                                              |           | 112 mm × 67 mm | 28. Februar 1957 |
| 5 DM     |                                                                              |           | 112 mm × 67 mm | 31. Mai 1950     |
| 10 DM    | Abbildung: Allegorische Gruppe (Symbol für Arbeit, Gerechtigkeit und Aufbau) |           | 141 mm × 67 mm | 31. Juli 1966    |
| 20 DM    |                                                                              |           | 146 mm × 67 mm | 31. Januar 1964  |
| 20 DM    |                                                                              |           | 156 mm × 67 mm | 3. Mai 1949      |
| 50 DM    |                                                                              |           | 151 mm × 67 mm | 15. Mai 1962     |
| 50 DM    |                                                                              |           | 156 mm × 67 mm | 31. Juli 1949    |
| 100 DM   |                                                                              |           | 156 mm × 67 mm | 15. Juni 1956    |

Die Scheine dieser Serie hatten keine Wasserzeichen und besaßen außer Guillochen und in das Papier eingestreuten farbigen Partikeln keine weiteren Sicherheitsmerkmale.

### Zweite SerieBank deutscher Länder(1948)
Die zweite Serie wurde in Etappen ab dem 20. August 1948 ebenfalls noch von der Bank deutscher Länder herausgegeben und trug auf der Vorderseite den Aufdruck „Bank deutscher Länder“ anstelle von „Banknote“. Die Scheine zu 10 und 20 DM sind denen der ersten Serie sehr ähnlich. Die Noten zu 5, 50 und 100 Mark wurden von Max Bittrof entworfen.:S. 61 Die Banknoten bestanden aus wenig strapazierfähigem Papier und wurden in England, Frankreich und den USA gedruckt. 1955 erhielt die Bundesdruckerei den Auftrag zum Druck der 5-DM-Banknote, ab 1959 folgte der 50-Mark-Schein.
| Nennwert | Vorderseite | Rückseite                                                                           | Maße           | Erstausgabe        | aufgerufen zum     |
| -------- | --- | ----------------------------------------------------------------------------------- | -------------- | ------------------ | ------------------ |
| 5 Pf     | |                                                                                     | 60 mm × 40 mm  | 20. August 1948    | 31. Oktober 1950   |
| 10 Pf    | |                                                                                     | 60 mm × 40 mm  | 20. August 1948    | 30. September 1950 |
| 5 DM     | Die Entführung der Europa |                                                                                     | 120 mm × 60 mm | 22. März 1950      | 31. Juli 1966      |
| 10 DM    | Allegorische Gruppe: Symbol für Arbeit, Gerechtigkeit und Aufbau                                                                                       |                                                                                     | 141 mm × 67 mm | 13. Dezember 1951  | 31. Juli 1966      |
| 20 DM    | |                                                                                     | 146 mm × 67 mm | Dezember 1952      | 31. Januar 1964    |
| 50 DM    | Der Nürnberger Ratsherr und Kaufmann Hans Imhof oder der Nürnberger Patrizier Willibald Pirckheimer (umstritten) nach einem Gemälde von Albrecht Dürer | Das gleiche Kopfbildnis wie auf der Vorderseite sowie Motive aus dem Hafenleben     | 150 mm × 75 mm | 18. September 1951 | 31. Juli 1965      |
| 100 DM   | Der Nürnberger Ratsherr Muffel von Eschenau nach einem Gemälde von Albrecht Dürer                                                                      | Das gleiche Kopfbildnis wie auf der Vorderseite sowie das alte Nürnberger Stadtbild | 160 mm × 80 mm | 16. Mai 1951       | 31. Juli 1965      |

Als Sicherheitsmerkmale besaßen alle Scheine dieser Serie Guillochen. Des Weiteren hatten die 5- und 10-Pfennig- sowie die 5- und 50-DM-Scheine je ein Wasserzeichen. Ferner hatte der 5-DM-Schein einen eingelagerten Sicherheitsfaden.
Die Banknoten zu 5, 50 und 100 DM trugen auf der Rückseite die Strafandrohung „Wer Banknoten nachmacht oder verfälscht oder nachgemachte oder verfälschte sich verschafft und in Verkehr bringt, wird mit Zuchthaus nicht unter zwei Jahren bestraft“, die auch schon auf den früheren Reichsmark-Banknoten angebracht war.

### Dritte SerieGemäldeserieBBk I (1961)

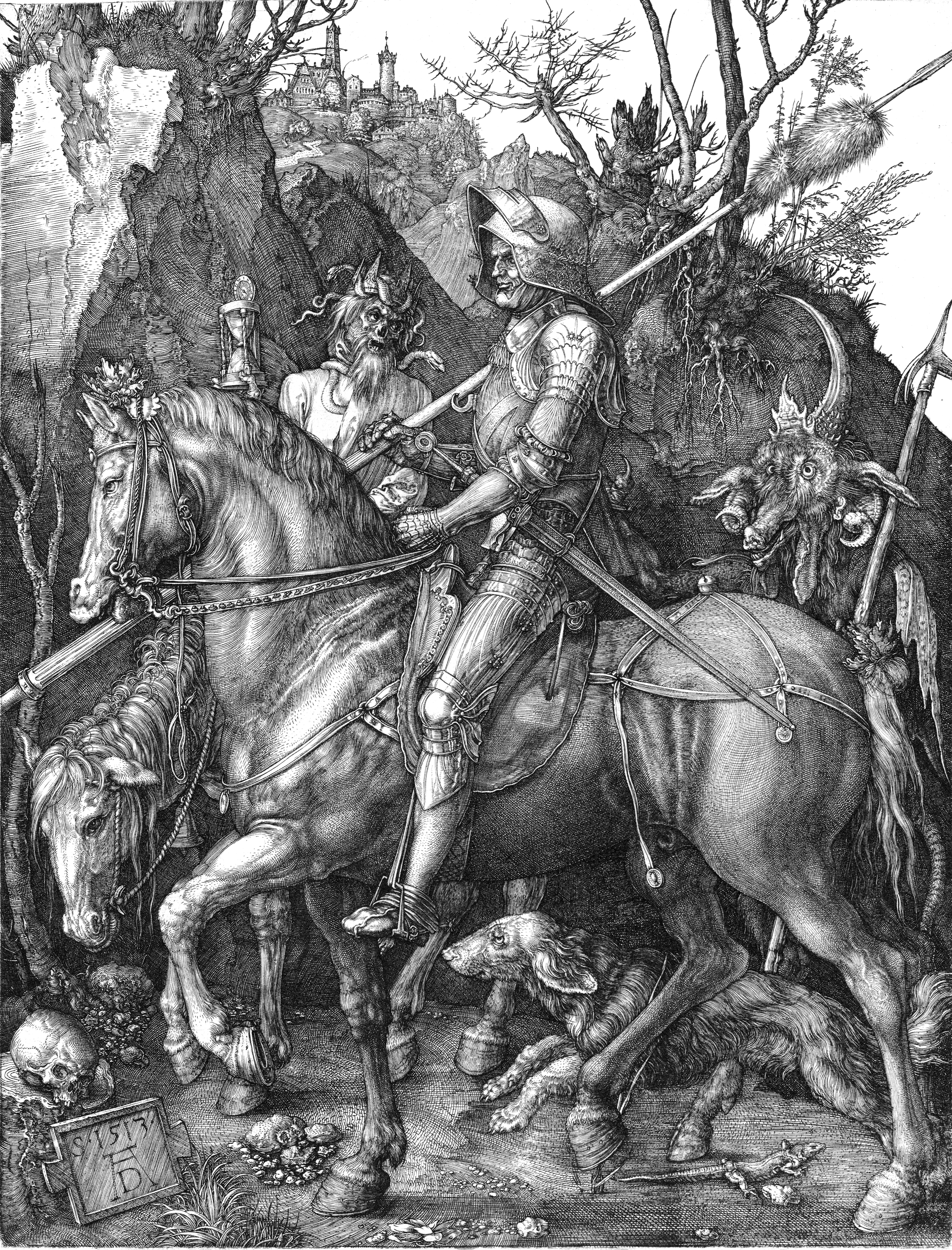
Kam nicht auf den Tausender: Ritter, Tod und Teufel von Albrecht Dürer

Die dritte Banknotenserie wurde von 1961 bis Anfang der 1990er Jahre ausgegeben. Die Pläne für die neue Banknotenserie wurden bereits 1957 bei der Umwandlung der Bank deutscher Länder zur Deutschen Bundesbank gefasst, da die auf der Vorgängerserie gedruckte Angabe „Bank deutscher Länder“ nun nicht mehr korrekt war. Als erste Serie, die von der Bundesbank herausgegeben wurde, trägt sie die interne Bezeichnung „BBk I“.
Die Banknoten der Vorläuferserien hatten, im Vergleich zu den späteren Banknoten, eine sehr kurze Lebensdauer, da sie aus nicht sehr strapazierfähigem Papier bestanden. Konnten bisher beschädigte Noten noch aus Reservebeständen ersetzt werden, so neigte sich auch dieser Bestand zum Ende, sodass auch aus diesem Grund ein Neudruck notwendig wurde.
Typische Sicherheitsmerkmale waren damals Guillochen, ein mehrstufiges Kopfwasserzeichen und ein Sicherheitsfaden. Unter UV-Licht fluoreszierende Notennummern und in das Papier eingelassene grüne, gelbe und blaue:S. 27 fluoreszierende Fasern kamen bei den meisten Banknoten vor; es waren jedoch auch einige Exemplare ohne diese Merkmale im Umlauf. Das Papier der Banknoten war grünlich (5 und 20 Mark), bläulich (10 und 100 Mark) oder gelblich (übrige Banknoten) getönt. Ab 1976 wurden die Banknoten mit dem M-Feature von Giesecke & Devrient ausgestattet. Für dieses maschinenlesbare Merkmal wurde ein farbloses anorganisches Oxidgemisch auf den Sicherheitsfaden aufgebracht. Banknoten, die so gegen Fälschungen gesichert sind, wurden bundesbankintern als BBk Ia bezeichnet. Alle Banknoten der dritten Serie trugen auf der Rückseite die Strafandrohung für Nachmachung und Verfälschung.

Unterschriften auf der ersten Ausgabe (1960)

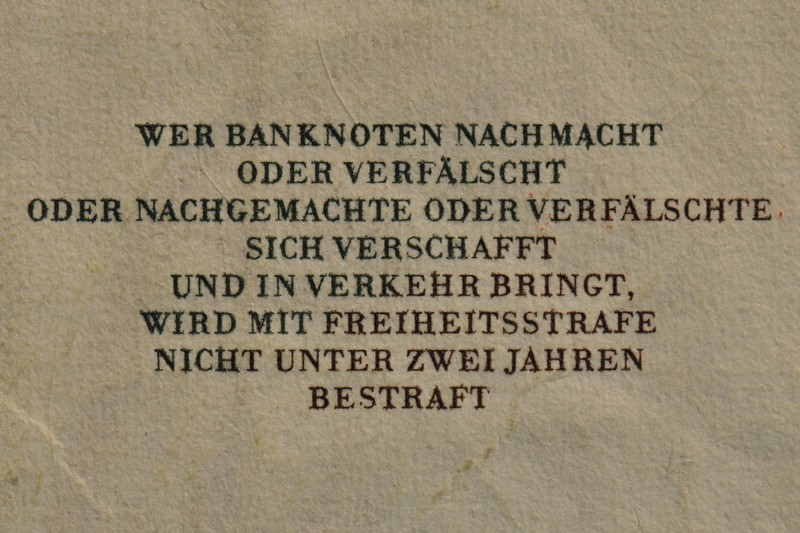
Strafandrohung für Banknotenfälschung auf DM-Scheinen

Der Druck der 500 Millionen neuen Banknoten fand ausschließlich in Deutschland statt, etwa je zur Hälfte – gemessen an der Menge der Banknoten, nicht an der Anzahl der Werte – in Berlin bei der Bundesdruckerei sowie in München bei der Privatdruckerei Giesecke & Devrient. 1960 startete der Druck der ersten 20-D-Mark-Scheine, später wurden auch die 100- und 1000-Mark-Scheine von Giesecke & Devrient gedruckt. Die Kosten für den Druck von ca. 50 Millionen Mark wurden durch die Gewinne der Bundesbank finanziert. Insgesamt musste ein Bargeldvolumen im Nennwert von ca. 20 Milliarden Mark ausgetauscht werden.
Obwohl vom Handel dringend gewünscht, zögerte die Bundesbank mit der Einführung des neuen Tausend-Mark-Scheins, um Gerüchten einer drohenden Inflation entgegenzuwirken. Die Auflage des Tausend-Mark-Scheins erhöhte sich aber dann stetig im Laufe der Jahre. Im Ausgabejahr 1964 waren es 640.000 Banknoten, 1974 bereits 4,5 Millionen und weitere zehn Jahre später 19,4 Millionen Stück.
Es gab insgesamt fünf Ausgaben dieser Banknotenserie. Die erste Ausgabe trug das Datum 2. Januar 1960 sowie die Unterschriften des damaligen Präsidenten und Vizepräsidenten der Bundesbank Karl Blessing und Heinrich Troeger. Nach dem Wechsel an der Spitze der Bundesbank erschien die zweite Ausgabe mit dem Datum 2. Januar 1970. Gleichzeitig wurde in der Strafandrohung auf der Rückseite das Wort „Zuchthaus“ durch „Freiheitsstrafe“ ersetzt, da die Zuchthausstrafe im Zuge der Großen Strafrechtsreform 1969 abgeschafft worden war. Die Unterschriften waren von der neuen Bundesbank-Führung Karl Klasen und Otmar Emminger. Am 1. Juni 1977 übernahm Emminger das Amt des Präsidenten, und Karl Otto Pöhl rückte als Vizepräsident nach. Die Banknoten weisen seit dieser Ausgabe das M-Feature auf und werden als BBk Ia bezeichnet. Mit dem 2. Januar 1980 wurde das Ausgabedatum zum letzten Mal geändert. Pöhl war nun Präsident und Helmut Schlesinger sein Stellvertreter. Später wurde auf die Rückseite der Banknoten noch ein zusätzlicher Copyright-Vermerk gedruckt. Diese Änderung zog aber keine Anpassung des Ausgabedatums mit sich.
Die Banknotenserie wurde zum 30. Juni 1995, fast drei Jahre nach der vollständigen Inverkehrbringung der Nachfolgeserie, außer Kurs gesetzt.

#### Entwurf
Kopfbildnisse, Inschriften und Format der Banknoten wurden von der Bundesbank festgelegt. Da die Fälschungssicherheit im Vordergrund stand, wurden schwer nachzuahmende Kopfbildnisse aus alten, kulturhistorisch anerkannten Gemälden verwendet. Bei den Grundfarben orientierte sich die Bundesbank an der Vorgängerserie. Für die neuen Banknotenwerte zu 500 und 1000 Mark wurde rot bzw. braun ausgewählt. Diese beiden Notenwerte tragen als einzige dieser Serie die Banknotennummern auch auf der Rückseite.
Für die weitere Gestaltung, namentlich die Auswahl der Motive für die Rückseiten und die ornamentale Gestaltung, schrieb die Bundesbank einen Wettbewerb aus und lud dazu zehn Grafiker ein, die bereits Erfahrungen in der Gestaltung von Banknoten und Briefmarken aufweisen konnten. Der Siegerentwurf wurde Anfang 1959 unter Mitwirkung des damaligen Bundespräsidenten Theodor Heuss ausgewählt. Die Teilnehmer waren:
Hermann Eidenbenz
Seine Entwürfe wurden für die Serie BBK I verwendet.
Max Bittrof
Seine Entwürfe wurden für die Serie BBK II (Ersatzserie) verwendet.
Rudolf Gerhardt
Seine Entwürfe wurden für die Serie BBK IIa (Ersatzserie für Berlin) verwendet.
René Binder
Obwohl diese Entwürfe nicht realisiert wurden, sind grafische Umsetzungen dieser Serie in einer Ausstellung bekannt geworden.
Ernst Böhm
Seine Entwürfe erinnern entfernt an die Billionen-Scheine von 1924, insofern sie rechts das Porträt innerhalb eines rechteckigen Fensters zeigen.
Kurt Kranz
Auch seine Entwürfe zeigen die Porträts in einem Rechteck; geschwungene Linien auf der Vorderseite der Note lockern den allzu „quadratischen“ Eindruck auf. Als Wasserzeichen schlug er wohl als Einziger kein Kopfporträt, sondern einen Adler vor.
Erich Meerwald
Die von ihm entworfenen Noten wirken aquarellartig, es herrschen runde, geschwungene Linien vor.
Karl Hans Walter
Seine Entwürfe zeigen die Porträts in einem runden Medaillon, links mittig ist die Wertangabe. Die Rückseiten der höheren Werte zeigen Motive wie einen Adler.
Alfred Goldammer
Seine Entwürfe werden völlig von Kreisen und runden Linien dominiert.
Leon Schell
Auf der Rückseite des einzig bisher bekannten Entwurfs zu 50 DM ist eine mittelalterliche Handelsszene abgebildet.
Gewinner war der damals in Hamburg lebende Schweizer Hermann Eidenbenz. Einige seiner Vorschläge, auf der Rückseite des Tausend-Mark-Scheins das Gemälde Ritter, Tod und Teufel von Albrecht Dürer abzubilden, wurden von der Bundesbank verworfen. Eidenbenz sagte später, dass es den Herren nicht gefallen habe. Stattdessen zeigte die Rückseite des Scheins den Limburger Dom, gestochen von dem Münchner Kupferstecher und Grafiker Sebastian Sailer. Andere Veränderungen betreffen etwa den 5-DM-Schein, auf dem eine Eiche statt ein Eichenblatt zu sehen war, und den 50-DM-Schein, auf dem ursprünglich eine deutsche Stadtsilhouette zu sehen sein sollte.

#### Abbildungen und Abmessungen
| Nennwert | Vorderseite | Rückseite                                                                                             | Maße           | Erstausgabe      |
| -------- | --- | --- | -------------- | ---------------- |
| 5 DM     | Junge Venezianerin (nach einem Gemälde von Albrecht Dürer, Kunsthistorisches Museum Wien) | Ein Zweig mit Eichenblättern und Eicheln symbolisiert die deutsche Natur                              | 120 mm × 60 mm | 6. Mai 1963      |
| 10 DM    | Bildnis eines jungen Mannes (nach älterer Ansicht nach einem Gemälde von Albrecht Dürer oder Anton Neupauer, nach neuerer Forschung nach einem frühen Bildnis von Lucas Cranach dem Älteren, welches sich in Privatbesitz befindet und nicht öffentlich zugänglich ist) | Das Segelschulschiff Gorch Fock des Typs Bark symbolisiert die deutsche Weltoffenheit                 | 130 mm × 65 mm | 21. Oktober 1963 |
| 20 DM    | Die Nürnberger Patrizier- und Kaufmannsfrau Elsbeth Tucher (nach einem Gemälde von Albrecht Dürer, zu sehen in der Gemäldegalerie Alte Meister im Schloss Wilhelmshöhe in Kassel)                                                                                       | Eine Violine und eine Klarinette symbolisieren die Welt der deutschen Musik                           | 140 mm × 70 mm | 10. Februar 1961 |
| 50 DM    | Männerporträt (nach dem Gemälde Bildnis des Hans Urmiller mit seinem Sohn von Barthel Beham, um 1525; das Gemälde hängt im Frankfurter Städel-Museum) | Das Holstentor in Lübeck symbolisiert den deutschen Bürgerstolz                                       | 150 mm × 75 mm | 18. Juni 1962    |
| 100 DM   | Der Kosmograph Sebastian Münster (nach einem Gemälde von Christoph Amberger, Gemäldegalerie in Berlin) | Der Adler mit ausgebreiteten Schwingen (Bundesadler) symbolisiert das Staatsbewusstsein der Deutschen | 160 mm × 80 mm | 26. Februar 1962 |
| 500 DM   | Männerporträt (nach dem Gemälde Bildnis eines bartlosen Mannes von Hans Maler zu Schwaz, Kunsthistorisches Museum Wien) | Die Burg Eltz in Rheinland-Pfalz symbolisiert die deutsche Ritterlichkeit                             | 170 mm × 85 mm | 26. April 1965   |
| 1000 DM  | Männerporträt (nach einem Gemälde von Lucas Cranach d. Ä., Königliche Museen der Schönen Künste in Brüssel), lange Zeit als der Magdeburger Domherr Johannes Scheyring betrachtet, möglicherweise jedoch eher der Mathematiker und Astronom Johannes Schöner            | Der Limburger Dom symbolisiert die romanische Baukunst in Deutschland                                 | 180 mm × 90 mm | 27. Juli 1964    |

### Ersatzserie (BBk II) und Bundeskassenscheine

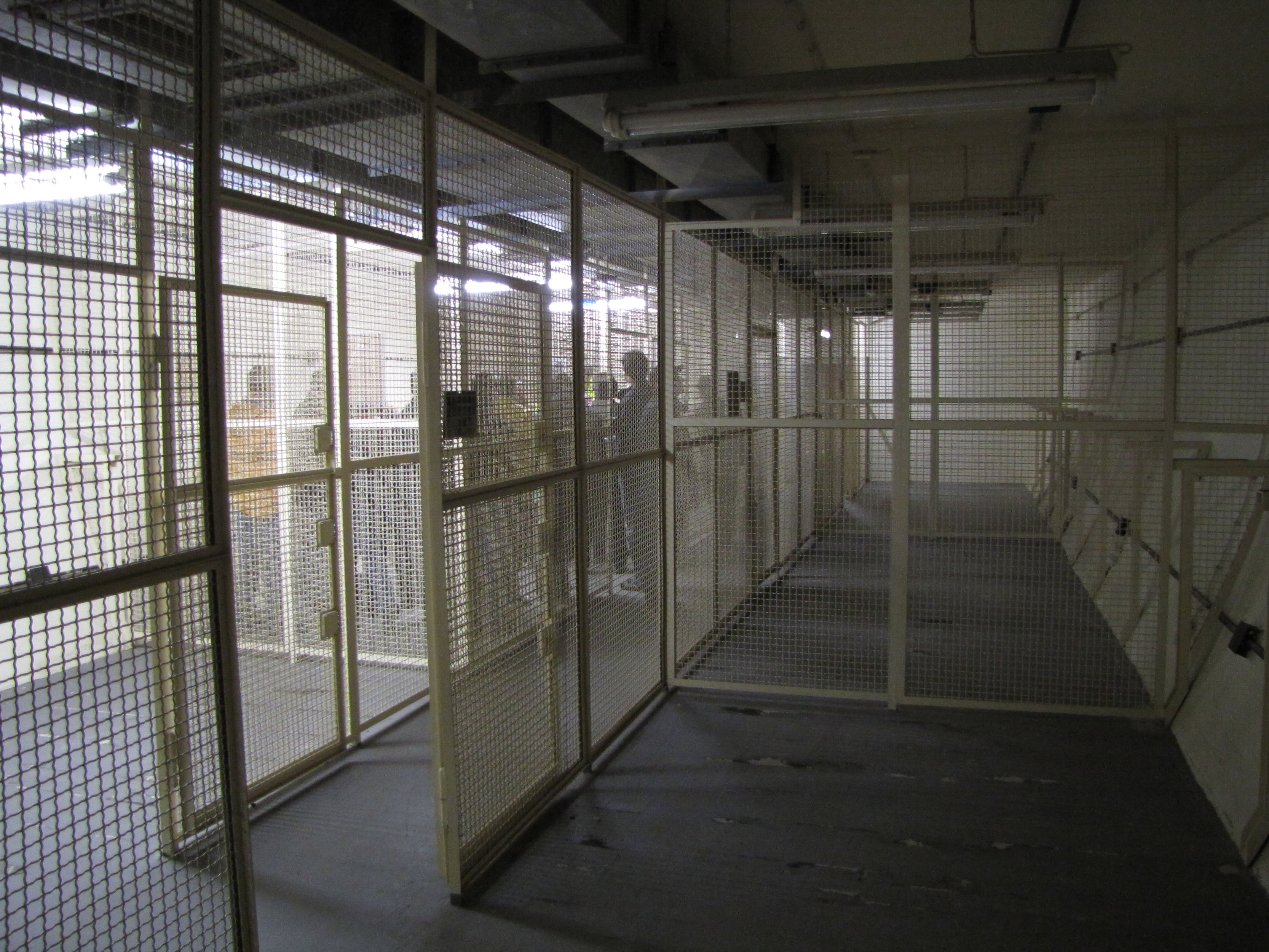
Im Bundesbankbunker Cochem lagerte von 1964 bis 1988 gut die Hälfte der Reservebanknoten

Für den Fall einer größeren Störung des Geldumlaufs, die einen Austausch der Banknoten erfordert hätte, beschloss die Bundesbank am 20. Januar 1959 die Herstellung von Druckplatten für Reservebanknoten.:S. 64
Es war trotz 30-jähriger Geheimhaltungsfrist (abgelaufen 2010) offenbar kein Geheimnis, dass eine Reserve-Banknotenserie existierte; denn die Bundesbank informierte in ihrem Monatsbericht vom November 1962 über den Sachverhalt: „Außerdem wurde eine verkürzte (d. h. auf die Werte zu 10, 20, 50 und 100 DM beschränkte) Ersatzserie aus den Entwürfen des Frankfurter Grafikers Max Bittrof zusammengestellt, der die Noten der Bank deutscher Länder zu 5 DM – Europa mit dem Stier – sowie zu 50 und 100 DM mit den Bildnissen von Imhof und Muffel entworfen hatte.“:S. 61 Auch 1964 wurde die Ersatzserie noch einmal erwähnt. Vier Jahre später reagierte die Presse, und einige kleinere Artikel waren in den Zeitungen zu finden. Nachdem im Jahr 2010 die 30-jährige Geheimhaltungsfrist für die relevanten Akten der Bundesbank abgelaufen war, wurden die Einzelheiten dieser Serie bekannter.:S. 63
Die Bundesbank ließ zwei Ersatzbanknoten-Serien herstellen. Eine Serie war für Westdeutschland vorgesehen und erhielt die interne Bezeichnung „BBk II“. Die andere Serie war für West-Berlin vorgesehen und trug intern den Namen „Berlin-Serie“ oder „B-Serie“.:S. 72 Es gab Nennwerte von 10, 20, 50 und 100 Mark und für Berlin zusätzlich 5 Mark.
Für die Erstellung der Ersatzserie wurden zwei der „Verlierer“ des Wettbewerbs um die „Umlaufserie BBk I“ ausgewählt: Max Bittrof und Rudolf Gerhardt. Bittrof erhielt die Auflage, dass die Rückseiten der Ersatznotenserie mit reiner Ornamentik entsprechend seinem Entwurf des 50-Mark-Scheins der Serie BBk I gestaltet sein sollte.:S. 66
Der Druck der Banknoten begann 1963 und dauerte bis 1974, da die Ersatznotenmenge der tatsächlich umlaufenden Banknotenmenge angepasst werden musste.:S. 71 Die Noten zu 20 und 100 Mark wurden von der Bundesdruckerei in Berlin gedruckt, die Noten zu 10 und 50 Mark von der privaten Banknotendruckerei Giesecke & Devrient.:S. 69 Knapp 785 Millionen Banknoten im Nennwert von insgesamt rund 29 Milliarden Mark (ca. 25 Milliarden Mark für Westdeutschland und ca. 4 Milliarden Mark für West-Berlin) wurden in mehreren Tranchen hergestellt und gut die Hälfte davon von 1964 bis 1988 im streng geheimen Bundesbankbunker Cochem gelagert. Der Rest lagerte im Bundesbanktresor in Frankfurt.:S. 75
Die Berlin-Serie der BBk II von Gerhardt entsprach größtenteils den Entwürfen, die der Grafiker für den Wettbewerb zur BBk I eingereicht hatte. Diese Serie wurde ausschließlich in Berlin gestaltet, bei der Bundesdruckerei gedruckt und bei der dortigen Landeszentralbank gelagert. Das Wort Berlin erscheint auf diesen Banknoten allerdings nicht; als Ausgabeort war auch auf dieser Serie Frankfurt am Main genannt. Insgesamt gab es drei Druckaufträge der Bundesbank an die Bundesdruckerei.:S. 73
Im Jahr 1967 stellte die Bundesdruckerei im Auftrag des Bundesfinanzministeriums zusätzlich die Bundeskassenscheine als weiteres Ersatzzahlungsmittel her. Die Bundeskassenscheine gab es nur in kleinen Nennwerten (5, 10 und 50 Pfennig sowie 1 und 2 DM); sie stellten somit einen Ersatz für die Münzen dar. Insbesondere in Krisenzeiten übersteigt der Materialwert von Münzen oft ihren Nennwert und führt zum Einschmelzen der Münzen oder zu einer Hortung durch die Bevölkerung. Das Design war sehr einfach gehalten, da auf Porträts und andere Bilder verzichtet wurde. Diese Geldscheine lagerten ebenfalls im Bundesbankbunker Cochem.
Über die genauen Gründe zur Schaffung der Banknoten gibt es keine Angaben. Offiziell wollte man „ganz allgemein einen eventuell auftretenden Kleingeldmangel beheben“ und „Fälschungen in größerem Umfang schnell entgegentreten […] können“; jedoch wird aufgrund der eigenen Berlin-Serie bei BBk II und unter dem Eindruck des Kalten Krieges auch ein politischer Hintergrund vermutet.
Die Bundesbank und das Finanzministerium beschlossen 1988, das Ersatzgeld zu vernichten, da die Sicherheitsmerkmale nicht mehr ausreichend waren, um Fälschungen wirksam zu verhindern. Somit bestand kein Nutzen mehr, und Bargeld war durch den elektronischen Zahlungsverkehr nicht mehr so dringend notwendig.
Bei den beauftragten privaten Entsorgungsfirmen wurden jedoch einige der Banknoten entwendet, sodass bis heute noch einige Scheine im Besitz von Sammlern sind. Bei öffentlichen Auktionen schreitet jedoch die Bundesbank ein, indem sie die Bundeskassenscheine als Diebesgut deklariert und beschlagnahmen lässt.

#### BBk II für Westdeutschland
Die Entwürfe für die Banknoten stammten vom freiberuflichen Grafiker Max Bittrof. Das Wasserzeichen war dem Kopfporträt ähnlich, aber nicht gleich. Fluoreszierende Fasern waren nur in das Papier der 100-DM-Note eingearbeitet. Alle Banknoten trugen das Ausgabedatum 1. Juli 1960 und besaßen einen Sicherheitsfaden.
| Nennwert | Vorderseite | Rückseite | Maße           | Stückzahl   |
| -------- | ----------- | --------- | -------------- | ----------- |
| 10 DM    |             |           | 130 mm × 65 mm | 186.480.000 |
| 20 DM    |             |           | 140 mm × 70 mm | 199.980.000 |
| 50 DM    |             |           | 150 mm × 75 mm | 179.040.000 |
| 100 DM   |             |           | 160 mm × 80 mm | 104.580.000 |

#### BBk II für West-Berlin
Die Serie für West-Berlin stammte von Rudolf Gerhardt, einem Grafiker der Bundesdruckerei. Diese Banknotenserie enthielt weder einen Sicherheitsfaden noch fluoreszierende Fasern. Statt eines Kopfwasserzeichens fand ein Flächenwasserzeichen aus den Buchstaben „BBk“ Verwendung. Die Scheine trugen das Ausgabedatum 1. Juli 1963.
| Nennwert | Vorderseite | Rückseite | Maße           | Stückzahl  |
| -------- | ----------- | --------- | -------------- | ---------- |
| 5 DM     |             |           | 120 mm × 60 mm | 20.500.000 |
| 10 DM    |             |           | 130 mm × 65 mm | 24.500.000 |
| 20 DM    |             |           | 140 mm × 70 mm | 25.900.000 |
| 50 DM    |             |           | 150 mm × 75 mm | 25.500.000 |
| 100 DM   |             |           | 160 mm × 80 mm | 18.500.000 |

#### Bundeskassenscheine
Die Bundeskassenscheine besitzen außer den Guillochen keine Sicherheitsmerkmale. Im Unterschied zu allen anderen Banknoten fehlt auf den Bundeskassenscheinen die Bezeichnung „Banknote“. Auch wird als Herausgeber nicht die „Deutsche Bundesbank“ genannt, sondern – wie bei den Umlaufmünzen – die „Bundesrepublik Deutschland“, vertreten durch das Finanzministerium. Bundeskassenscheine und Ersatzgeldnoten wurden ab 1960 für Kriegszeiten vorgehalten, aber nie ausgegeben.
| Nennwert   | Vorderseite | Rückseite | Maße           |
| ---------- | ----------- | --------- | -------------- |
| 5 Pfennig  |             |           | 60 mm × 40 mm  |
| 10 Pfennig |             |           | 70 mm × 45 mm  |
| 50 Pfennig |             |           | 80 mm × 50 mm  |
| 1 DM       |             |           | 90 mm × 55 mm  |
| 2 DM       |             |           | 100 mm × 60 mm |

### Vierte SeriePersönlichkeitsserieBBk III (1990)
Am 19. März 1981 beschlossen die Mitglieder des Zentralbankrats der Deutschen Bundesbank, eine neue Banknotenserie auszugeben.:S. 8 Sie war aufgrund des technischen Fortschritts notwendig geworden, durch den die Fälschung der alten Banknoten immer leichter geworden war. Auch würde eine neue Serie für den automatischen Zahlungsverkehr besser geeignet sein. Es dauerte noch fast zehn Jahre, bis am 1. Oktober 1990 die ersten beiden Banknotenwerte in Umlauf gebracht wurden. Dabei handelte es sich um den 100- und den 200-DM-Schein. Letzterer Nennwert wurde in dieser Banknotenserie neu eingeführt. Die Entwürfe stammten jeweils von Reinhold Gerstetter.
Bei der Gestaltung der Banknoten und der Auswahl der Gestaltungselemente waren viele Entscheidungen zu treffen. Bereits in den Vorüberlegungen zur neuen Serie wurden Porträts als Hauptmotiv festgelegt. Es sollten „Kopfbildnisse von Persönlichkeiten der deutschen Geschichte aus den Bereichen Kunst, Literatur, Musik, Wirtschaft, Wissenschaft und Technik gewählt werden“. Außerdem sollte die Rückseite in Verbindung zu der auf der Vorderseite abgebildeten Person stehen.:S. 10 Weiter sollten die Grundfarben der Notenwerte unverändert bleiben und das Wort Banknote in Frakturschrift auf jedem Schein stehen.:S. 9

#### Personenauswahl

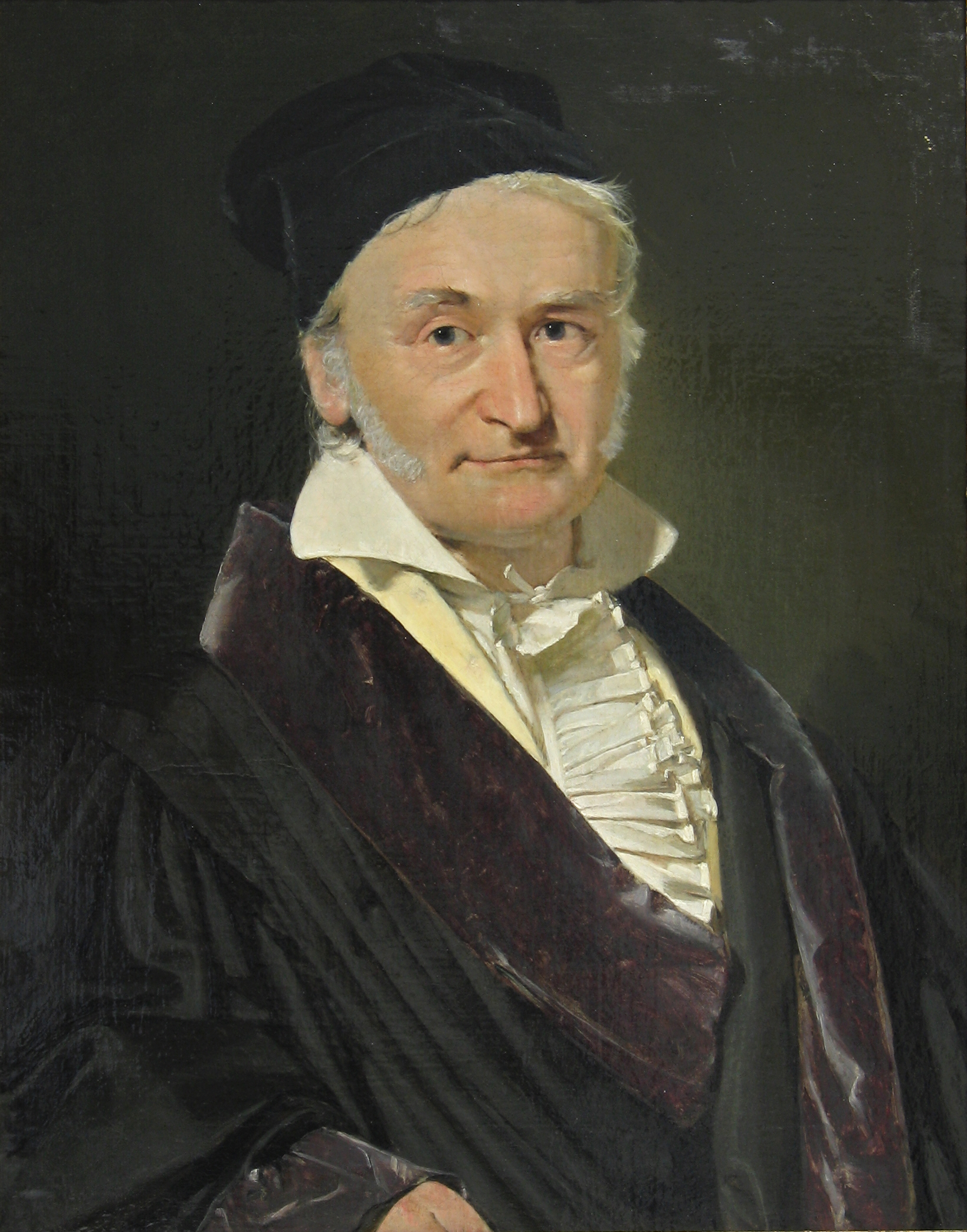
Bildnis des Carl Friedrich Gauß, Öl auf Leinwand, 1840. Eine Kopie dieses Gemäldes diente gespiegelt als Vorlage für das Banknotenporträt.

Ein Gremium, bestehend aus den Historikern Karl Otmar von Aretin, Knut Borchardt und Horst Fuhrmann,:S. 134 wurde beauftragt, die Persönlichkeiten festzulegen, die auf den Banknoten erscheinen sollten. Zur Auswahl standen ca. 70 bis 80 Personen. Dabei wurde auf „Top-Persönlichkeiten“ (z. B. Goethe, Schiller, Dürer) verzichtet. Ebenso schieden Personen aus, deren landsmannschaftliche Zugehörigkeit unklar war oder die eine Provokation in konfessioneller oder politischer Weise hätten bedeuten können (beispielsweise Martin Luther, Karl Marx) oder die ihr Schaffen vorwiegend im Ausland erbracht hatten, wie Jacques Offenbach.:S. 134
Bei der Auswahl der Personen sollte auf Ausgewogenheit hinsichtlich Geschlecht, Religion, Herkunft und Arbeitsgebiet geachtet werden. Es sollten, wenn möglich, drei, mindestens aber zwei Frauengestalten in der Serie vertreten sein. Jedoch war die Auswahl an weiblichen Persönlichkeiten sehr eingeschränkt. Ziel war es, Frauen zu zeigen, die ein eigenständiges Werk geschaffen haben und nicht im Schatten ihnen nahestehender Männer standen (Charlotte von Stein, Charlotte von Kalb). Solche Frauen waren bis ins 19. Jahrhundert jedoch sehr selten.:S. 15 Deshalb wählte das Gremium zunächst die weiblichen Persönlichkeiten aus, damit nicht noch Einschränkungen bezüglich des Tätigkeitsbereichs, der Herkunft oder der Konfession berücksichtigt werden mussten.:S. 135
Eine der Vorgaben für das Design war, dass die Personen, vom Betrachter aus gesehen, nach links in Richtung Banknotenmitte schauen sollten. Das führte dazu, dass die vorgesehenen Porträts für die Fünf-, Zehn-, Zwanzig-, Fünfzig- und Zweihundert-Mark-Banknote gespiegelt werden mussten.:S. 134 Da mit den Brüdern Grimm zwei Personen abgebildet werden sollten, wurde ihnen aufgrund des großen Platzbedarfs die größte Banknote vorbehalten. Ansonsten sollten sich Männer und Frauen abwechseln. Die übrige Zuordnung von Person und Notenwert war aber zufällig und stellt keinerlei Wertung der Personen dar.:S. 16
Eigentlich waren Maria Sibylla Merian für den 100- und Clara Schumann für den 500-DM-Schein vorgesehen. Für das Porträt von Maria Sibylla Merian stand jedoch nur eine künstlerisch minderwertige Radierung von Johann Rudolf Schellenberg zur Verfügung, da bei der ursprünglichen Vorlage Zweifel an der Authentizität aufkamen. Deshalb veranstaltete die Bundesbank einen Gestaltungswettbewerb, um eine qualitativ hochwertige Druckvorlage aus dieser Radierung zu bekommen, die später Grundlage für das Porträt auf dem Geldschein wurde. Da die 100-DM-Note als eine der ersten erscheinen sollte, wurden aufgrund dieser Schwierigkeiten die Personen getauscht.:S. 15–16

#### Auswahl des Gewinnerentwurfs
Für den Gestaltungswettbewerb, der vom 1. Januar bis 30. Juni 1987 lief, wurden von der Bundesbank vier Grafiker beauftragt: die Bundesdruckerei (vertreten durch Rudolf Gerhardt, der schon die Ersatzbanknoten (BBk-II) für West-Berlin entworfen hatte), Ernst Jünger, Johann Müller und Adrian Arthur Senger. Nach dem Urteil einer Expertenkommission, bestehend aus Historikern, Designern und Grafikern sowie einem Soziologen, entsprach nur eine Serie den hohen Erwartungen. Diese erinnerte jedoch zu sehr an den Schweizer Franken, sodass auch sie nicht in Frage kam. Damit hätte es eigentlich eines neuen Gestaltungswettbewerbs bedurft, der das Projekt um mindestens ein Jahr verzögert hätte. Da die Bundesdruckerei aber zwei Entwürfe einreichen wollte, was von der Bundesbank nicht akzeptiert wurde, war der Entwurf des damaligen Chefgrafikers der Bundesdruckerei, Reinhold Gerstetter, noch unbesehen in Verwahrung der Bundesbank. Nach Begutachtung durch das Gremium wurde dieser Entwurf letztlich als Grundlage für die neue Banknotenserie ausgewählt.:S. 11–12 Die Gutachter schrieben: „Das Kunstsachverständigengremium ist einstimmig der Auffassung, daß die hier […] zusammengestellten Entwurfseigenschaften weitgehend den Anforderungen genügen […]. Das Kunstsachverständigengremium kann in diesem Sinne der Deutschen Bundesbank empfehlen, die vorliegenden Entwürfe zur Grundlage einer neuen Banknotenserie zu machen.“:S. 149

#### Gestaltung der Vorderseiten

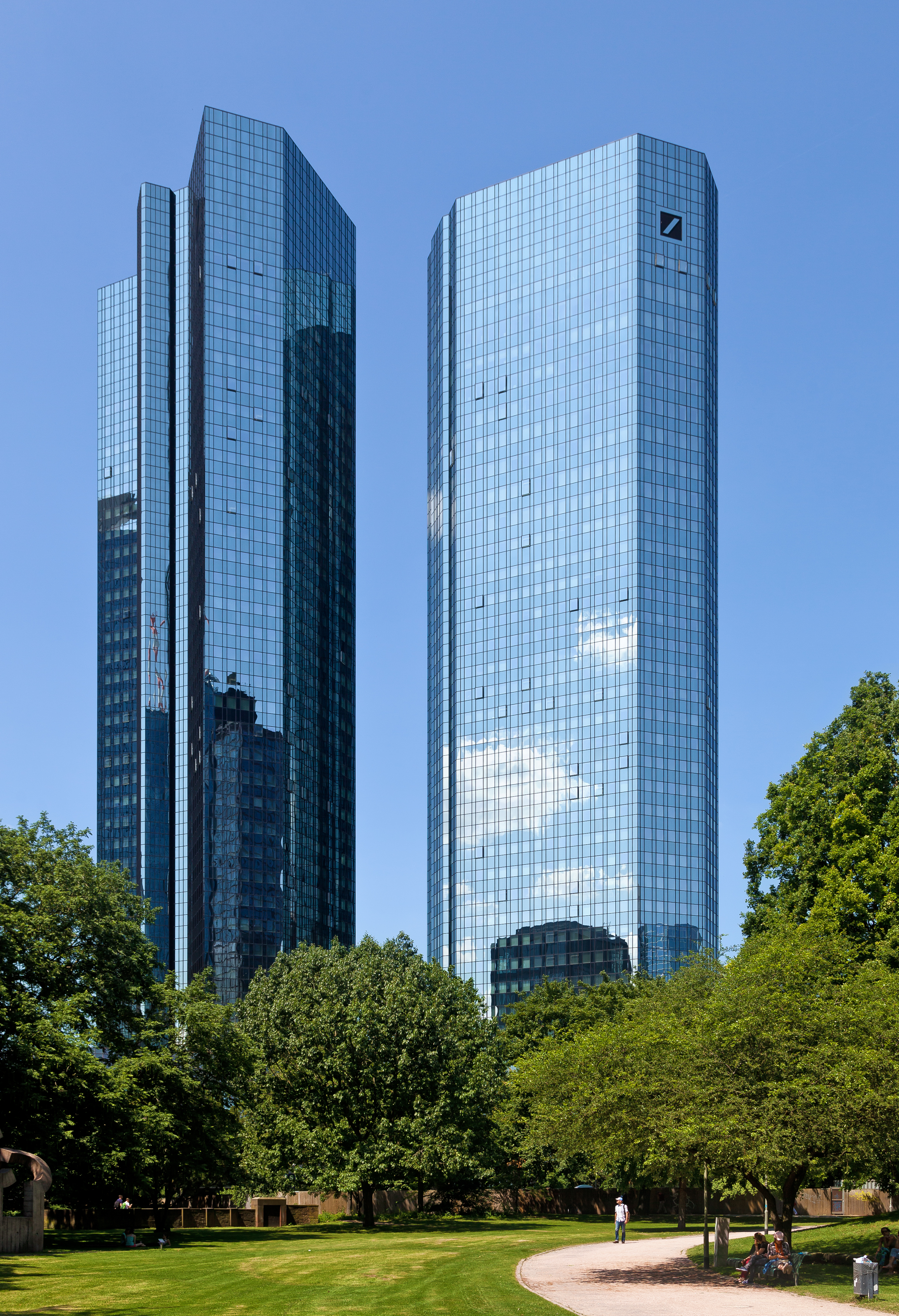
Nicht für eine Banknote geeignet: Bürotürme einer Privatbank

Die auf der Vorderseite zu sehenden Städteabbildungen waren eine Idee Gerstetters. Auf seinen Entwürfen waren zum Teil auch markante moderne Gebäude der jeweiligen Städte zu sehen. Der Entwurf der Stadt Frankfurt führte aber zu der Entscheidung, nur historische Gebäude abzubilden. Zur Begründung hieß es, dass die Bürotürme der Deutschen Bank den Entwurf dominierten und die Bundesbank nicht in den Verdacht geraten sollte, für ein Privatunternehmen Werbung zu betreiben.:S. 16–17
Im Jahr 1988 galt es nun, für jede Person die passende Stadt auszuwählen. Der Entwurf des Grafikers sah für Paul Ehrlich Bad Homburg vor der Höhe, seinen Sterbeort, vor. Allerdings fand sein Schaffen vorwiegend in Berlin und Frankfurt am Main statt. Frankfurt hatte Gerstetter jedoch für Clara Schumann vorgesehen, die dort ihre letzten Lebensjahre verbrachte. Nach der Entscheidung für die Einführung des 5-DM-Scheins mit dem Porträt von Bettina von Arnim war schnell klar, auf diesem die Stadt Berlin abzubilden. Weil jede Stadt nur einmal auf den Banknoten erscheinen sollte, kam für Paul Ehrlich damit nur noch Frankfurt in Frage. Für Clara Schumann wurde später die Stadt Leipzig ausgesucht, da Leipzig nicht nur ihr Geburtsort war, sondern weil sie dort auch ihre ersten großen Erfolge hatte.
Aufgrund der Ereignisse in den Jahren 1989/1990 erwies sich die Entscheidung für Leipzig als Glücksgriff;:S. 16–17 denn die Banknotenserie war ursprünglich nur für Westdeutschland und West-Berlin vorgesehen. Doch so waren auch die neuen Bundesländer mit einer Stadt repräsentiert, die zudem auch noch eine besondere symbolische Bedeutung hat: Hier fanden die ersten Montagsdemonstrationen statt, die mit zur Auflösung der DDR und zur Wiedervereinigung Deutschlands führten.

#### Gestaltung der Rückseiten
Reinhold Gerstetter sah für die Rückseite des 1000-Mark-Scheins als zentrales Motiv eine Abbildung aus dem Märchen Die Sterntaler vor. Allerdings sollten die Brüder Grimm, trotz ihrer umfangreichen Märchensammlung, nicht auf die Märchen reduziert werden, da sie sich mit der Herausgabe des Deutschen Wörterbuchs sehr um die deutsche Sprache verdient gemacht haben. Somit wurde das Wörterbuch zum Hauptmotiv, und die Sterntaler „wanderten“ in das Weißfeld.:S. 19–20
Auch bei der Gestaltung der Rückseite wurde mit viel Liebe zum Detail gearbeitet. So haben selbst die Hintergrundmuster einen Bezug zur Person, die auf der Vorderseite abgebildet ist. Eine Strafandrohung für die Fälschung von Banknoten war bei der vierten Serie nicht mehr vorhanden.

Hintergrundmuster auf der Rückseite der Banknoten
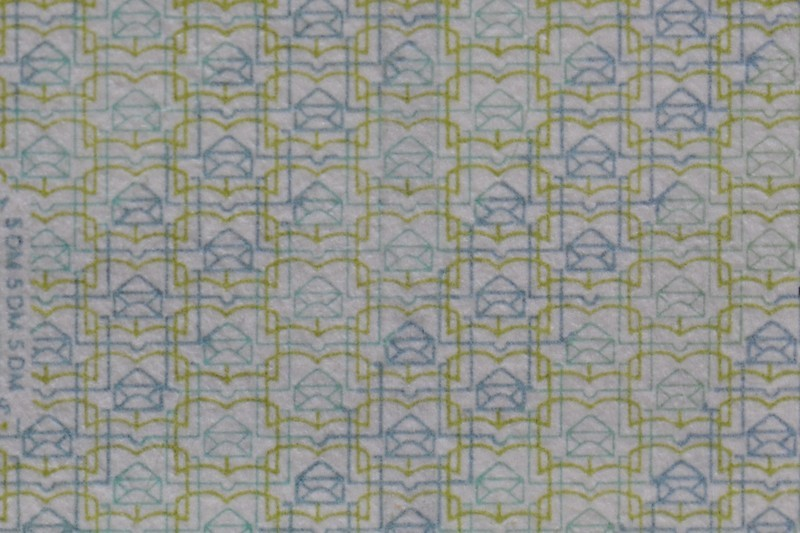
5 DM: Briefumschlag und aufgeschlagenes Buch
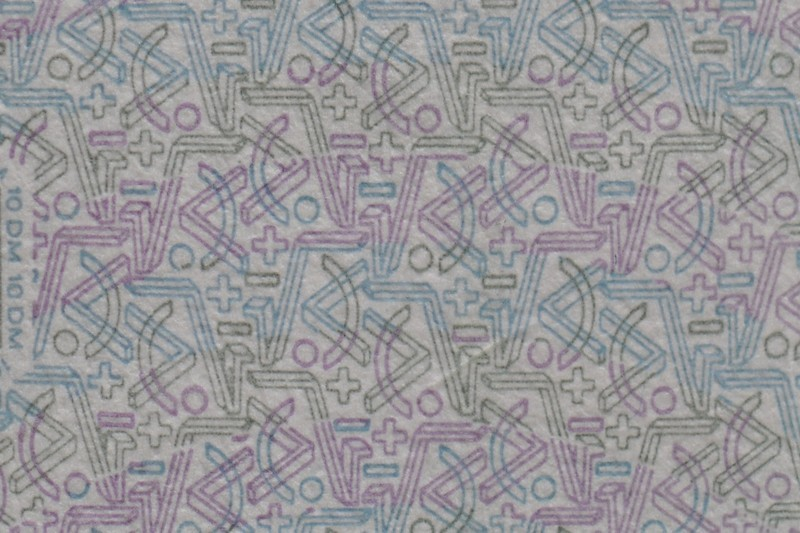
10 DM: mathematische Symbole
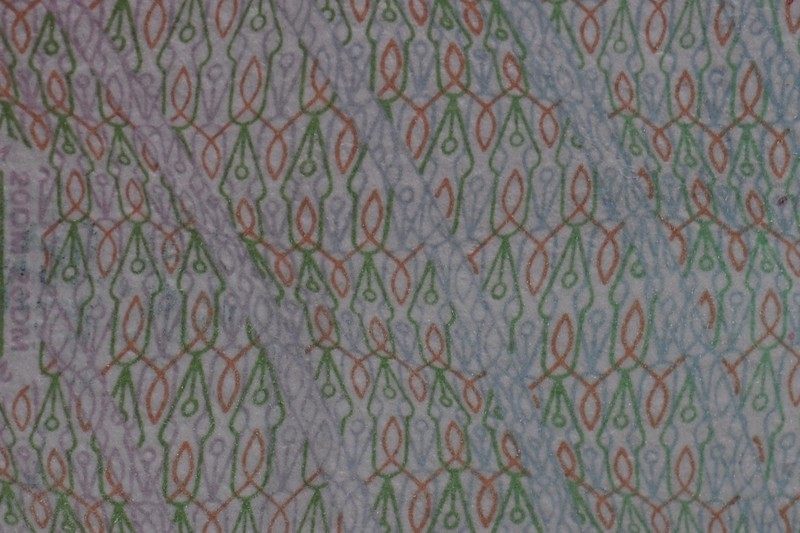
20 DM: Schreibfedern
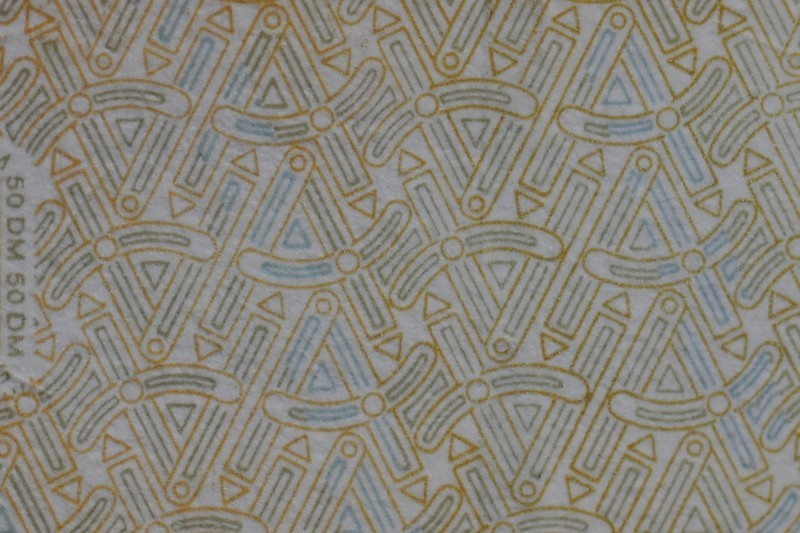
50 DM: Bauzirkel
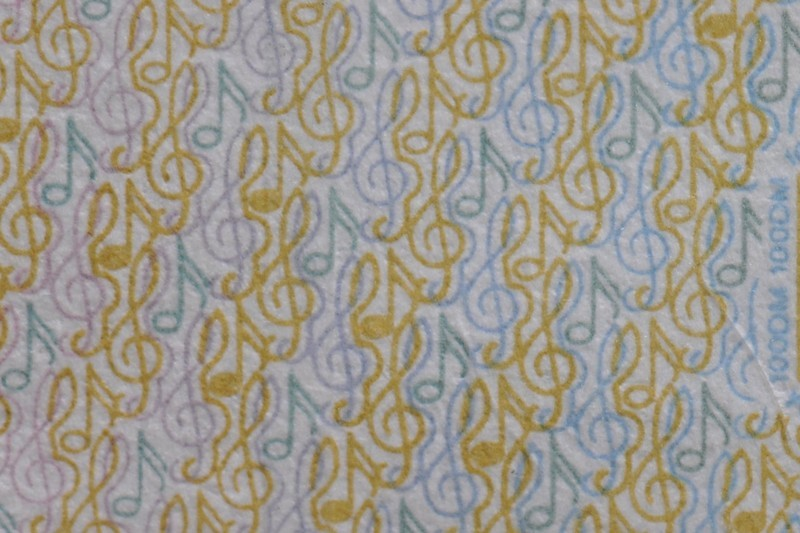
100 DM: Noten und Notenschlüssel
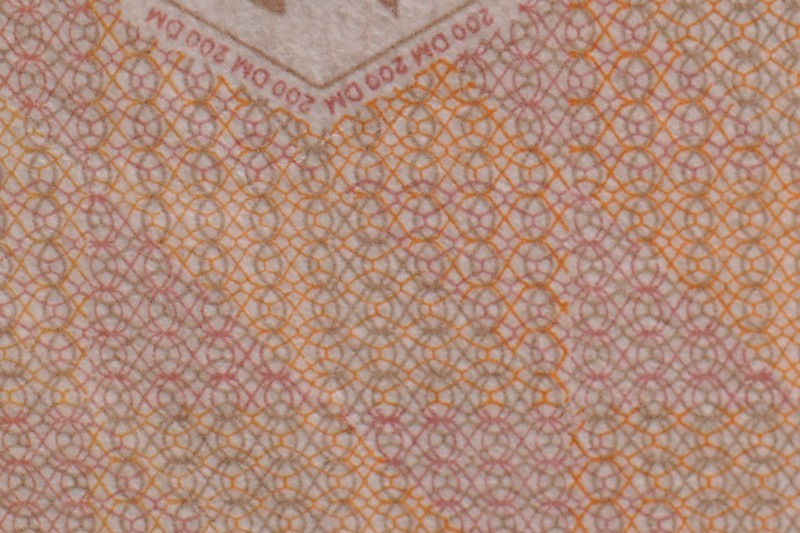
200 DM: Zellstruktur
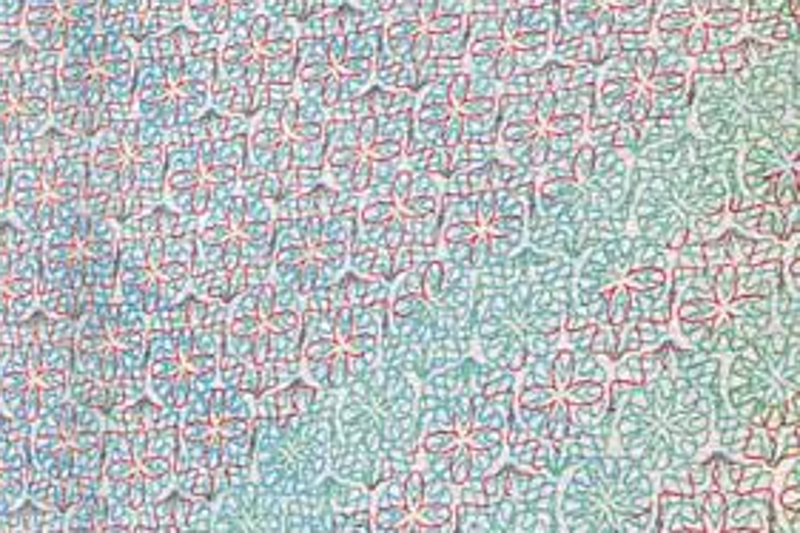
500 DM: Blumenmuster
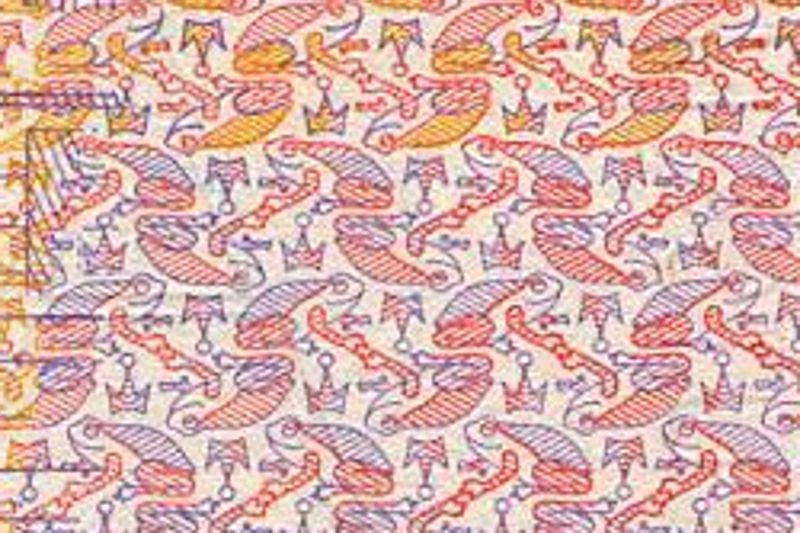
1000 DM: Froschkönige mit Kronen

#### Der Fünf-Mark-Schein
Ursprünglich waren für die neue Banknotenserie, wie auch bei der vorhergehenden Serie, sieben Notenwerte vorgesehen. Jedoch sollte der 5-DM-Schein zugunsten einer neu in Umlauf kommenden 200-Mark-Banknote aufgegeben werden. Die Umlaufmenge an 5-DM-Scheinen betrug nur etwa fünf Prozent der entsprechenden Münzen. Dagegen bestanden Ende 1980 rund 38 Prozent des gesamten Bargeldumlaufs aus 100-DM-Scheinen. Erst im Juni 1987 entschieden die Mitglieder des Zentralbankrats, weiterhin eine 5-DM-Note herauszugeben und die Serie somit auf acht Notenwerte zu erweitern.:S. 9
Da jedoch die Personen für die anderen Banknoten bereits feststanden, war es schwierig, eine „passende“ zu finden, denn es sollte sich um eine katholische Frau handeln, die in einer Reihe mit den bisher ausgewählten Persönlichkeiten stehen konnte und im vorgesehenen Zeitraum vom 17. bis zum beginnenden 20. Jahrhundert lebte. Bettina von Arnim war die einzige Frau, welche diese Kriterien erfüllte, obwohl mit ihr das Thema Dichtung und Literatur erneut aufgegriffen wurde (s. Droste-Hülshoff) und auch ihre landsmannschaftliche Herkunft keine neue Region erschloss.:S. 138
Die Rückseite des ersten Entwurfs zeigte ein von Bettina von Arnim entworfenes Goethedenkmal. Jedoch sollte die Banknote nicht „durch die Hintertür“ zur Goethe-Banknote gemacht werden. Immerhin befand sich unter anderem seine Unterschrift auf der letztendlich realisierten Banknote. Auch der zweite Entwurf (mit einem Blütenkranz, wie er auf ihrem Buch Clemens Brentano’s Frühlingskranz dargestellt war) wurde, wie es heißt, aus ästhetischen Gründen verworfen. Da inzwischen die Banknotenserie zu einer für ganz Deutschland geworden war, erschien auf der Note das zu ihren Lebzeiten erbaute und eingeweihte  Brandenburger Tor. Auch war und ist es das Symbol der deutschen Einheit. Damit wurde auch der Fünf-Mark-Schein zur gesamtdeutschen Banknote.:S. 17–18 Beim 5-DM-Schein wurde zudem das Schloss Wiepersdorf im Fläming im Land Brandenburg dargestellt.
Im Übrigen wurde auch der 1000-DM-Schein an die neuen politischen Verhältnisse angepasst, indem die Illustration Sterntaler zu einem Nebenmotiv wurde und Berlin sowie indirekt auch Leipzig (als Erscheinungsort des abgebildeten Deutschen Wörterbuchs) in das Zentrum der Darstellung rückten.

#### Abbildungen und Abmessungen
| Nennwert | Vorderseite | Rückseite | Maße und Gewicht          | Erstausgabe                                       |
| -------- | --- | --- | ------------------------- | ------------------------------------------------- |
| 5 DM     | Bettina von Arnim (1785–1859), Schriftstellerin, katholisch; im Hintergrund eine Teilansicht des von ihrem Ehemann bewirtschafteten Gutes Wiepersdorf und ein Füllhorn als Symbol ihrer vielfältigen geistigen Interessen sowie historische Gebäude von Berlin Bildvorlage: Gemälde von Achim von Arnim, Privatbesitz.:S. 43                                                                                       | Brandenburger Tor (als Symbol für die deutsche Einheit:S. 18) und Unterschriften bedeutender Persönlichkeiten zur Zeit von Arnims vor dem Hintergrund eines Briefumschlages | 122 mm × 62 mm ca. 0,68 g | 27. Oktober 1992                                  |
| 10 DM    | Carl Friedrich Gauß (1777–1855), Mathematiker, Astronom, Geodät und Physiker, lutherisch; im Hintergrund Gebäude des historischen Göttingen, wo Gauß als Professor tätig war, und eine Abbildung der „Gaußschen Glockenkurve“ (Normalverteilung) Bildvorlage: Kopie eines Gemäldes von Christian Albrecht Jensen aus dem Jahr 1840, gemalt von Gottlieb Biermann 1887, Universitäts-Sternwarte Göttingen:S. 47     | Das von Carl Friedrich Gauß erfundene Vizeheliotrop sowie ein Ausschnitt des Dreiecksnetzes der von Gauß durchgeführten Triangulation des Königreichs Hannover, bei der unter anderem dieses Instrument benutzt wurde. | 130 mm × 65 mm ca. 0,76 g | 16. April 1991                                    |
| 20 DM    | Annette von Droste-Hülshoff (1797–1848), Dichterin, katholisch; im Hintergrund historische Gebäude der Stadt Meersburg, wo sie zeitweilig wohnte, sowie ein Lorbeerzweig Bildvorlage: Gemälde von Wilhelm Stiehl aus dem Jahr 1820, Droste-Museum, Meersburg:S. 55 | Eine Schreibfeder und eine Buche als Hinweis auf die Novelle Die Judenbuche sowie ein stilisiertes aufgeschlagenes Buch | 138 mm × 68 mm ca. 0,84 g | 30. März 1992                                     |
| 50 DM    | Balthasar Neumann (1687–1753), Baumeister des Barock, katholisch; im Hintergrund Ansichten historischer Gebäude aus Würzburg sowie ein Proportionalzirkel Bildvorlage: Gemälde von Marcus Friedrich Kleinert aus dem Jahr 1727, Mainfränkisches Museum, Würzburg:S. 63 | Teilansichten von Gebäuden Neumanns, darunter das Treppenhaus der Würzburger Residenz, im Längsschnitt ein (nicht umgesetzter) Entwurf der Abteikirche Neresheim und der Grundriss der Kitzinger Kreuzkapelle | 146 mm × 71 mm ca. 0,93 g | 30. September 1991 mit Kinegramm: 3. Februar 1998 |
| 100 DM   | Clara Schumann (1819–1896), Komponistin und Pianistin, lutherisch; im Hintergrund historische Gebäude aus Leipzig und eine stilisierte Leier Bildvorlage: Unbekannter Meister, Elfenbeinminiatur um 1840 (signiert QL), Privatbesitz:S. 71 | Ein Konzertflügel und das Hoch’sche Konservatorium in Frankfurt (Wirkungsstätte Clara Schumanns) sowie eine schwingende Stimmgabel | 154 mm × 74 mm ca. 1,03 g | 1. Oktober 1990 mit Kinegramm: 1. August 1997     |
| 200 DM   | Paul Ehrlich (1854–1915), Mediziner und Serologe, jüdisch; im Hintergrund historische Gebäude in Frankfurt am Main, eine Röntgenstrukturanalyse sowie ein stilisiertes Molekülmodell des von ihm entdeckten Syphilismedikaments Salvarsan Bildvorlage: Fotografie anlässlich seines 60. Geburtstags, Privatbesitz:S. 81                                                                                            | Ein Mikroskop sowie abstrahierte Darstellungen von Viren und Bakterien, ein Äskulapstab und eine stilisierte Retorte | 162 mm × 77 mm ca. 1,12 g | 1. Oktober 1990 mit Kinegramm: 1. August 1997     |
| 500 DM   | Maria Sibylla Merian (1647–1717), Naturforscherin, Malerin und Kupferstecherin, lutherisch; im Hintergrund Gebäude des historischen Nürnberg (wie bereits bei der zweiten Serie von 1948, 100 DM, Rückseite) und eine stilisierte Wespe Bildvorlage: Zeichnung, angefertigt in der Bundesdruckerei Berlin nach einer Radierung von J.R. Schellenberg:S. 89                                                         | Abbildung eines Löwenzahns sowie einer Raupe und eines Falters des Ginster-Streckfußes aus ihrem 1679 erschienenen Buch Der Raupen wunderbare Verwandelung und sonderbare Blumennahrung (Tafel 8). | 170 mm × 80 mm ca. 1,22 g | 27. Oktober 1992                                  |
| 1000 DM  | Wilhelm (1786–1859) und Jacob (1785–1863) Grimm, Sprachwissenschaftler und Sammler deutschen Sprach- und Kulturguts, reformiert; im Hintergrund historische Gebäude in Kassel sowie ein Buchstabe „A“ als Symbol für das von den Grimms erschaffene Deutsche Wörterbuch.:S. 103 Bildvorlage: Gemälde von Elisabeth Jerichau aus dem Jahr 1855, Staatliche Museen Preußischer Kulturbesitz, Nationalgalerie Berlin. | Auf der Titelseite aufgeschlagener erster Band (A–Biermolke) des Deutschen Wörterbuchs (Leipzig 1854), darunter die ersten acht Zeilen des Manuskripts zum Stichwort Freiheit, die Königliche Bibliothek Berlin, die Wirkungsstätte der Grimms ab 1840, nebst Französischem Dom am Gendarmenmarkt sowie eine Illustration zum Märchen Die Sterntaler. | 178 mm × 83 mm ca. 1,33 g | 27. Oktober 1992                                  |

#### Technische Ausführung und Sicherheitsmerkmale
Das Papier der Banknote bestand aus Baumwolle und war leicht in der Grundfarbe der Banknote gefärbt: genug, damit das menschliche Auge diese Farbe wahrnehmen konnte, aber nicht so stark, dass Farbkopierer diesen Farbton sicher wiedergeben konnten.:S. 20–21 Daneben war das Papier mit gelben, blauen und roten:S. 27 fluoreszierenden Fasern versetzt, die unter UV-Licht sichtbar wurden. Das Banknotenpapier hatte eine Dicke von 100 μm und eine flächenbezogene Masse von 90 g/m² (jeweils ±5 % Toleranz).:S. 151–152 Die Banknotennummer war auf der Vorderseite der Banknote oben links und unten rechts in einer fluoreszierenden Farbe gedruckt. Sie enthielt eine individuelle Prüfziffer, welche mittels Diedergruppen errechnet wurde.
Wie bei der Serie BBk I wiesen die Noten das gespiegelte Porträt der Banknote als Wasserzeichen auf. Neu hinzugekommene Sicherheitsmerkmale waren das Notenwert-Wasserzeichen, das Durchsichtsregister und ein in das Papier eingelassener – mit dem Wert der Banknote bedruckter – aluminiumbeschichteter Sicherheitsfaden, der teilweise auf der Vorderseite zu sehen war (sogenannter „Fensterfaden“). Auch wurden an vielen Stellen Mikroschrift, Stichtiefdruck und moiréerzeugende Strukturen verwendet. Schwer zu erkennen war der Kippeffekt, der die Buchstaben „DM“ unterhalb der seitlichen vertikalen Wertzahl zeigt, wenn der Geldschein in einem bestimmten Winkel gekippt wird. Die optisch-variable Farbe wurde nur auf den 500- und 1000 D-Mark-Banknoten am unteren Rand der großen Wertzahl auf der Vorderseite eingesetzt.

Mit der Serie BBk III neu eingeführte Sicherheitsmerkmale (Auswahl)
Das Durchsichtsregister auf einer 5-DM-Banknote BBk III (hier im Gegenlicht) ist von Mikroschrift umgeben.
Sicherheitsfaden auf einer 20-DM-Banknote BBk III (im Gegenlicht)
Vergrößerung der Mikroschrift auf einer 200-DM-Banknote BBk III (Original Schriftgröße 0,25 mm)
Der Kippeffekt auf einer 100-DM-Banknote (BBk-III)

Daneben gab es noch weitere Sicherheitsmerkmale, die nur mit Hilfe von technischen Hilfsmitteln erkannt werden konnten. Dazu gehörten ein Wasserzeichenbarcode, Magnetpigmente in bestimmten Druckfarben:S. 21 und bestimmte Druckbilder unter UV- oder Infrarotlicht.
Die Herstellung der Banknoten erfolgte wie schon bei der vorhergehenden Serie je zur Hälfte durch die Bundesdruckerei in Berlin und die Privatdruckerei Giesecke & Devrient in München. Nach Angaben der Privatdruckerei kostete die Herstellung einer Banknote zwischen 10 und 20 Pfennig.

#### Die Inverkehrbringung

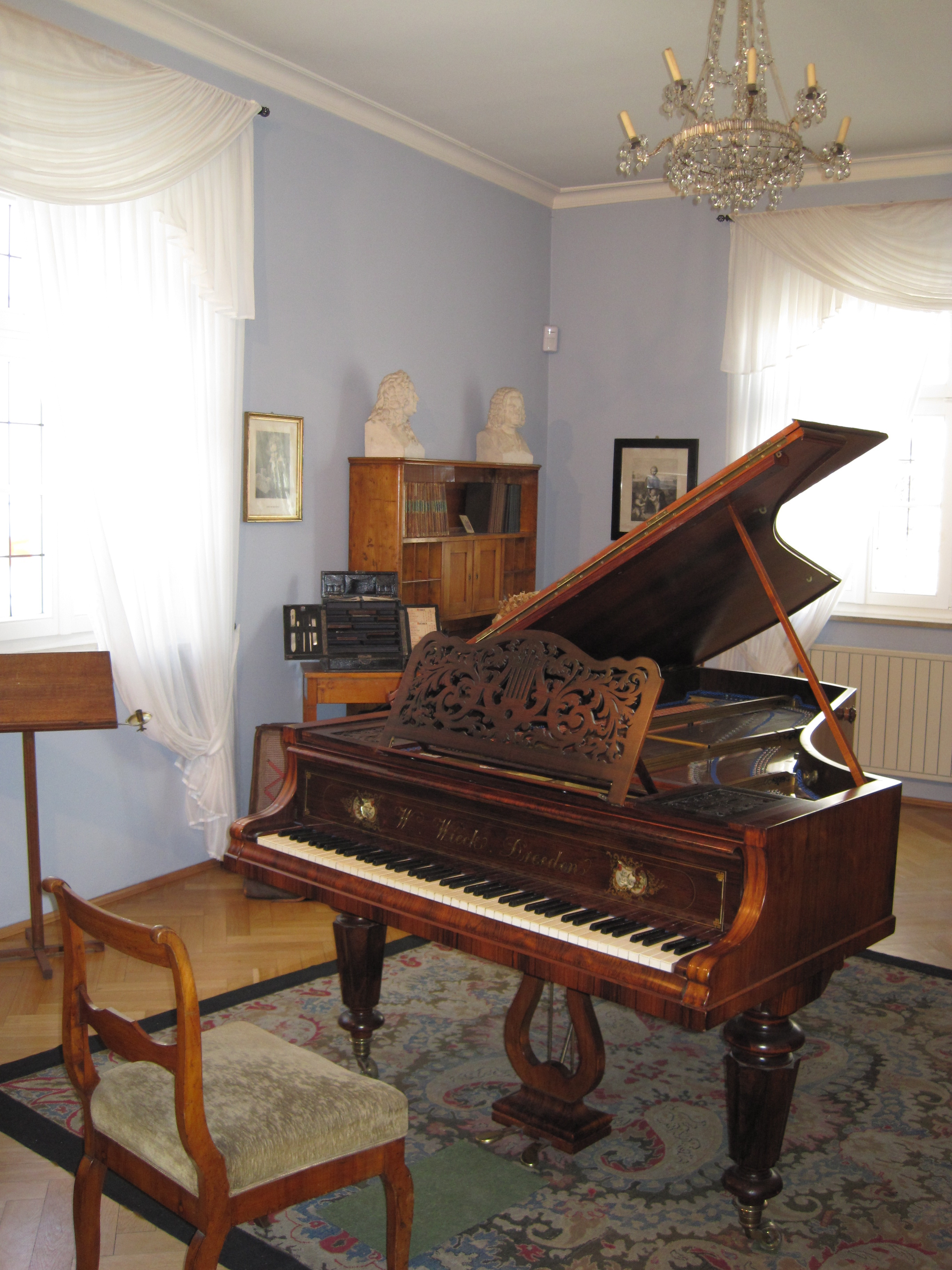
Das Vorbild für das Rückseitenmotiv des 100-D-Mark-Scheins

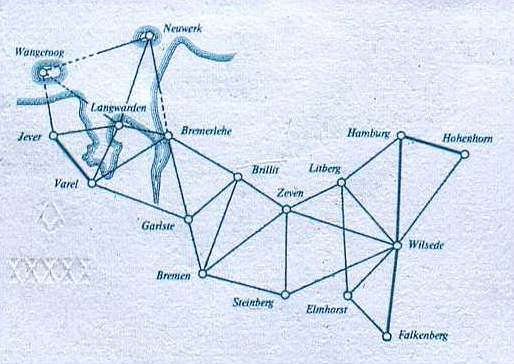
Weißfeld auf der Rückseite des 10-Mark-Scheins: Wangerooge ohne e

Die technische Einführung der neuen Serie gelang nach Angaben der Bundesbank reibungslos. Um im Vorfeld Gerüchten und Befürchtungen einer Währungsreform entgegenzutreten, informierte die Bundesbank am 24. März 1988 erstmals in einer Pressemitteilung über die neue Banknotenserie. Am 17. April 1989 wurde die Serie zum ersten Mal öffentlich präsentiert.:S. 37
Gut ein halbes Jahr vor dem geplanten Einführungstermin startete die Bundesbank für 15 Millionen Mark eine groß angelegte Kampagne in den Printmedien, um die Bevölkerung über das neue Erscheinungsbild zu informieren. Dabei wurde auch großer Wert auf die Beschreibung der neuen Sicherheitsmerkmale gelegt. Ebenso gab es Broschüren, die bei Banken und Sparkassen auslagen. Im August 1990 wurde einem Großteil der Bevölkerung als Beilage zur Telefonrechnung ein entsprechendes Faltblatt zugeschickt.:S. 37–38
Doch es gab auch Kritik. Durch die Herausstellung der (neuen) Sicherheitsmerkmale entstand bei der Bevölkerung der Eindruck, dass die Banknoten unfälschbar seien. Das führte dazu, dass nicht die nötige Sorgfalt im Umgang mit den neuen Banknoten aufgebracht wurde. Unterstützt durch dieses Verhalten und durch die fortschreitende Verbreitung von bezahlbaren Scannern und Farbdruckern kam es zu einer Häufung von falschen Banknoten.:S. 37 Das Bundeskriminalamt (BKA) und die Landeskriminalämter kritisierten, dass ihren Technikern und Falschgeld-Experten kaum Gehör geschenkt worden sei.
Nach der Einführung der 10-DM-Note im April 1991 als dritter Note der neuen Serie gab es vereinzelt Medienberichte über Verwechslungen mit dem 100-DM-Schein wegen der Farbähnlichkeit (bläulichviolett vs. rötlichblau). Die Bundesbank sah jedoch keinen Handlungsbedarf, da auch bei der Einführung der Serie BBk I vereinzelt Verwechslungen vorkamen, diese aber nachließen, nachdem sich die Bevölkerung an die Scheine gewöhnt hatte und ein Mindestmaß an Sorgfalt im Zahlungsverkehr angewendet wurde.:S. 38
Kritik kam auch vom Deutschen Blinden- und Sehbehindertenverband. In einem Schreiben an die Deutsche Bundesbank wurde bemängelt, dass die ertastbaren Kennzeichen nur spürbar seien, solange die Banknote noch kaum in Umlauf gewesen wäre, und dass die Längenunterschiede zwischen den verschiedenen Notenwerten mit 8 mm zu klein seien, um die Banknoten unterscheiden zu können.
Auch wurden einige vermeintliche Fehler auf den Banknoten entdeckt. So hat der Flügel, der im Robert-Schumann-Haus in Zwickau steht, zwei Pedale. Auf der Banknote hingegen sind vier abgebildet. Zur Erklärung heißt es, dass nicht genau dieser Flügel gezeigt werden sollte, sondern nur ein Musikinstrument aus der damaligen Zeit.:S. 19 Der Designer Reinhold Gerstetter erklärte später, dass er die Pedalanzahl auf den ihm vorliegenden Bildern nicht genau habe erkennen können. Auch der „Rechtschreibfehler“ auf der Karte im Weißfeld auf der Rückseite der 10-Mark-Note Wangeroog(e) wurde häufig bemängelt. Recherchen der Bundesbank ergaben, dass die Schreibweise des Namens der Insel häufiger wechselte und dass er zur Zeit von Gauß ohne „e“ geschrieben wurde.:S. 18

#### Verbesserung der Sicherheitsmerkmale (BBk IIIa)
Ab 1. August 1997 wurden die Banknoten im Wert 100 und 200 Mark mit überarbeiteten Sicherheitsmerkmalen herausgegeben, da sie am häufigsten gefälscht wurden. Im Februar 1998 wurde auch ein neuer 50-DM-Schein in den Verkehr gebracht. Diese Banknoten erhielten die interne Serienbezeichnung „BBk IIIa“. Die auffälligsten Veränderungen sind dabei das Kinegramm auf der linken und der Perlglanzstreifen auf der rechten Seite der Vorderseite. Ebenso wurde der „Kippeffekt“ verbessert. Darüber hinaus weisen die Banknoten leicht unterschiedliche Farbtöne im Gegensatz zu den alten Noten auf; sie wirken etwas pastellfarbener und die Linienführung ist nicht ganz so scharf. Auch die Hintergrundmuster (besonders auf der Rückseite) wurden verändert. Waren dort vorher Motive, die mit der abgebildeten Person in Verbindung standen, zu sehen, sind nun Kreismuster mit Omron-Ringen erkennbar. Diese Markierungen sind geometrisch so angeordnet, dass Scanner und Kopierer sie erkennen können und die Vervielfältigung verweigern sollen.

Neue Sicherheitsmerkmale der Serie BBk IIIa
Hintergrundzeichnung: Vorderseite des 100-Mark-Scheins BBk III
Vorderseite des 100-Mark-Scheins BBk IIIa mit Omron-Ringen
Rückseite des 100-Mark-Scheins BBk III (Noten und Notenschlüssel)
Rückseite des 100-Mark-Scheins BBk IIIa (Kreismuster mit Omron-Ringen)

Der neue Kippeffekt
Neuer Perlglanzstreifen auf einem 50-Mark-Schein
Kinegramm auf einer 50-DM-Banknote BBk IIIa
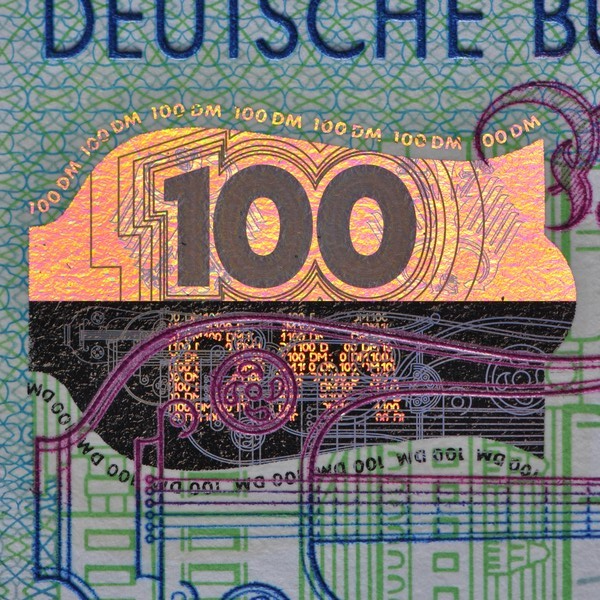
Kinegramm auf einer 100-DM-Banknote BBk IIIa
Kinegramm auf einer 200-DM-Banknote BBk IIIa

Durch die Einführung des Euros verlor die Deutsche Mark und damit auch diese vierte Banknotenserie mit Ablauf des 31. Dezember 2001 den Status eines gesetzlichen Zahlungsmittels.

## Entwicklung des Bargeldumlaufs

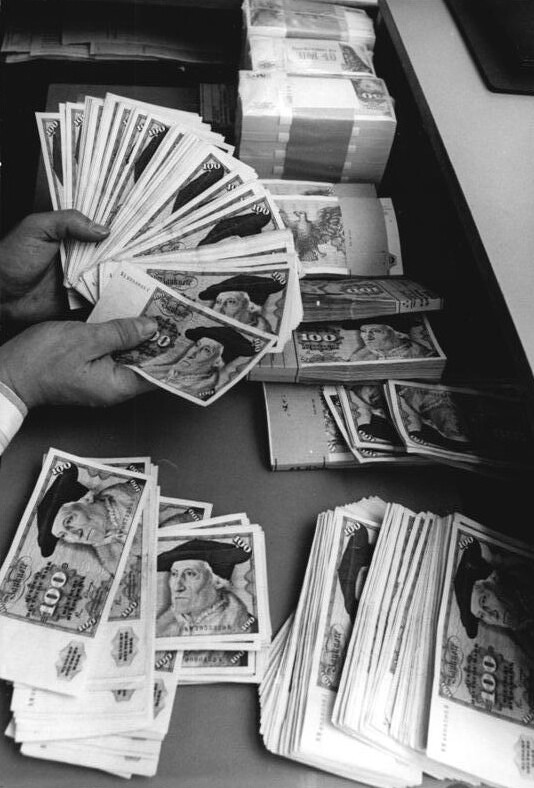
Bargeldumlauf

Entwicklung der Banknotenmenge

Der Bargeldumlauf ist in den 53 Jahren, in denen die Deutsche Mark herausgegeben wurde, stetig gewachsen. Erst im Jahr 1998 sank der Bargeldumlauf im Jahresmittel unter den Wert des Vorjahres.:S. 31
Im Jahr 1950 betrug die ausgegebene Bargeldmenge 7,8 Milliarden DM, 1955 bereits 15,5 Milliarden DM, und im Jahr 2000 erreichte sie 244,8 Milliarden DM. Damit stieg der Bargeldbestand um mehr als das 30-fache. Das Sozialprodukt stieg während dieser Zeit nominal um das 38-fache (real auf das Achtfache). Somit war die Bargeldquote (Verhältnis von Bargeldumlaufmenge und Sozialprodukt) im Laufe der Jahre leicht rückläufig.:S. 23–25 Da die deutschen Sammlermünzen mit 5 bzw. 10 DM sehr hohe Nennwerte besaßen, machte ihr Anteil am Münzumlauf Ende 2000 rund 25 % aus.:S. 22
Seit den 1970er Jahren nahm auch im Ausland der Bestand an DM-Bargeld stetig zu, zum einen durch Gastarbeiter, die das Geld in ihre alte Heimat mitnahmen, und zum anderen auch durch die Reisefreudigkeit der Deutschen. Ebenso wurde DM-Bargeld in das Ausland gebracht, um es dort gewinnbringend anzulegen. Statistisch ist die Menge des im Ausland umlaufenden DM-Bargeldes nicht erfasst, jedoch geht eine Studie der Bundesbank davon aus, „dass sich Ende 1994 zwischen 30 % und 40 % des DM-Bestands im Ausland befunden haben könnten“.:S. 29
Seit die Bundesregierung im Oktober 1987 ankündigte, eine Quellensteuer für Zinserträge einzuführen, stieg die Nachfrage nach Bargeld steil an. Besonders die 500- und 1000-Mark-Scheine waren sehr gefragt. Erst als im April 1989 die Aufgabe dieser Pläne bekannt gegeben wurde, ging die Nachfrage wieder zurück.:S. 27
Die Einführung der D-Mark in der damaligen DDR führte nicht zu einer signifikanten Erhöhung des Bargeldumlaufs, da der Umtausch vorwiegend bargeldlos erfolgte. Bis zum 6. Juli 1990 musste DDR-Geld auf ein Konto eingezahlt werden. Über das Guthaben konnte dann in D-Mark verfügt werden. Die DDR-Pfennig-Münzen konnten noch bis zum 1. Juli 1991 zum Kurs 1:1 weiter verwendet werden, da nicht sofort genügend Münzen bereitgestellt werden konnten. Der Bedarf an Banknoten konnte aus den vorhandenen Reserven der Bundesbank gedeckt werden.:S. 28
Den größten Anteil, sowohl wert- als auch zahlenmäßig, am ausgegebenen Papiergeld hatte im Jahr 2000 der 100-DM-Schein. 37,1 % der Banknoten waren 100-Mark-Scheine, deren Wert 38,9 % des Bargeldumlaufs ausmachte. Den wertmäßig zweitgrößten Anteil hatte aufgrund des hohen Nennwertes mit 34 % der 1000-DM-Schein vor dem 500-Mark-Schein mit 10,1 %. Zahlenmäßig lag der 10-Mark-Schein mit 20,7 % vor dem 20-Mark-Schein mit 17,6 %.

Grafiken zum Bargeldumlauf (2000)
Wertmäßige Anteile der Münzen
Anzahl der D-Mark-Münzen
Wertmäßige Anteile der Banknoten
Anzahl der D-Mark-Banknoten

Menge des noch nicht umgetauschten DM-Bargelds

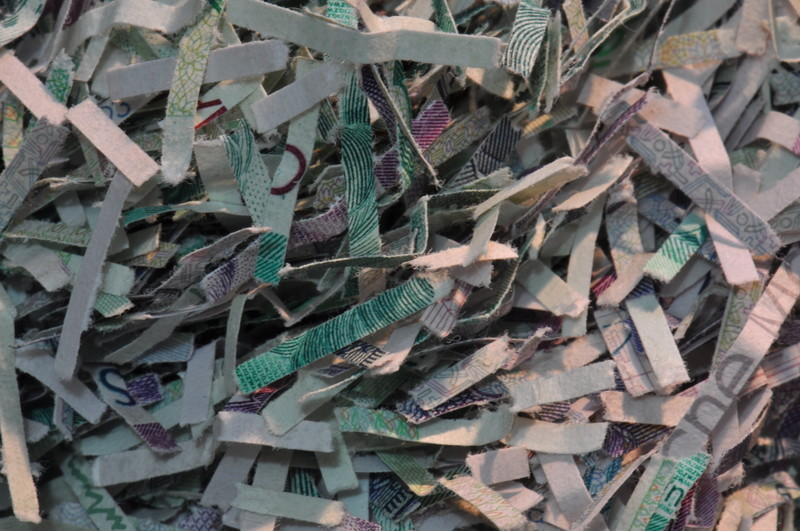
Geschredderte DM-Banknoten

Kurz vor der Einführung des Euro-Bargelds zum 1. Januar 2002 sank der nationale Bargeldbestand in Deutschland schneller als in allen anderen Ländern der Währungsunion. Vorwiegend die großen DM-Banknoten fanden aus dem Ausland den Weg zurück. Ende 2001 war mit 162,2 Milliarden Mark nur noch 60 % des Vorjahreswertes im Umlauf.:S. 31
Die Bundesbank ging bei den Planungen der Euro-Einführung von einer „Schwundquote“ (d. h. dem Anteil des Bargelds, der nicht umgetauscht wird) bei Münzen von mehr als 40 % aus. Somit mussten noch insgesamt ca. 28,5 Milliarden Münzen mit einem Nennwert von ca. 9,5 Milliarden Mark eingesammelt und entsorgt werden. Bei den Banknoten wurden 2,6 Milliarden Stück mit einem Wert von ca. 260 Milliarden Mark erwartet.
Durch die Einführung des Euro-Bargeldes verloren die Münzen und Banknoten der Deutschen Mark mit Ablauf des 31. Dezember 2001 den Status eines gesetzlichen Zahlungsmittels. Die Deutsche Bundesbank tauscht seit dem 1. Januar 2002 DM-Banknoten (mit Ausnahme der 50-Mark-BdL-Note II (grün), Ausstellungsdatum 1948) und -Münzen (mit Ausnahme der 2-DM-Münze, 1. Ausgabe 1951 „Ähren“) zum unveränderlich festgelegten Umrechnungskurs in Euro-Banknoten und Euro-Münzen gemäß § 1 DMBeEndG unentgeltlich und unbefristet um.
Wie die nachstehende Tabelle zeigt, waren einige Jahre nach der Einführung des Euro noch beträchtliche Mengen an DM-Münzen und -Scheinen nicht umgetauscht. Mit Stand Ende Juni 2016 betrug ihr Gesamtwert etwa 12,76 Milliarden Mark, was 6,52 Milliarden Euro entspricht. Den größten Anteil an den nicht umgetauschten Banknoten haben mit 72 Millionen Stück die 10-DM-Scheine. Spitzenreiter bei den Münzen ist der Pfennig mit 9,7 Milliarden Stück. Pro Jahr werden laut Bundesbank im Schnitt Münzen und Scheine im Wert von rund 100 Millionen Mark umgetauscht. 167,3 Millionen Banknoten und 23,5 Milliarden Münzen wurden bisher nicht zurückgegeben.
| Jahresende                                    | Gesamtwert    | Anteil gegenüber 2000 | Münzen       | Anteil gegenüber 2000 | Banknoten    | Anteil gegenüber 2000 |
| --------------------------------------------- | ------------- | --------------------- | ------------ | --------------------- | ------------ | --------------------- |
| [00]2000                                      | 274,1 Mrd. DM | 100,00 %              | 12,1 Mrd. DM | 100,00 %              | ,262 Mrd. DM | 100,00 %              |
| 2005                                          | 14,71 Mrd. DM | 005,37 %              | 7,22 Mrd. DM | 059,67 %              | 7,49 Mrd. DM | 002,86 %              |
| 2010                                          | 13,44 Mrd. DM | 004,90 %              | 6,93 Mrd. DM | 057,27 %              | 6,51 Mrd. DM | 002,48 %              |
| 2015                                          | 12,82 Mrd. DM | 004,68 %              | 6,77 Mrd. DM | 055,95 %              | 6,05 Mrd. DM | 002,31 %              |
| 2020                                          | 12,40 Mrd. DM | 004,52 %              | 6,61 Mrd. DM | 054,63 %              | 5,79 Mrd. DM | 002,21 %              |
| Für eine detaillierte Auflistung siehe Quelle |               |                       |              |                       |              |                       |

Nachdem die Bundesbank die umgetauschten Münzen und Scheine eingezogen hat, werden diese vernichtet. Die Banknoten werden geschreddert; die Münzen werden durch Verformung entwertet, eingeschmolzen und als Rohmaterial an andere Länder verkauft, deren Münzen aus der gleichen Legierung bestehen.

## Fälschungen

Anteile der einzelnen Notenwerte in der Falschgeldmenge, 1996

Die Deutsche Mark war die am zweithäufigsten gefälschte Währung der Welt; nur der US-Dollar wurde öfter gefälscht. 1996 wurden laut Interpol weltweit Banknotenfälschungen der Deutschen Mark im Nennwert von 40 Millionen Mark sichergestellt. Bei der Bundesbank wurden im selben Jahr 25.769 falsche Banknoten entdeckt. Der Hauptanteil lag bei den 100- und 200-Mark-Scheinen (s. Grafik). Bei kleineren Scheinen ist die Ausbeute geringer, und größere Scheine sind schwerer in Umlauf zu bringen, weil sie kritischer betrachtet werden.

### Die Anfänge
Schon kurze Zeit nach der Ausgabe der ersten Münzen und Banknoten der Deutschen Mark kam es zu ersten Fälschungen. So wurde bereits am 15. August 1949 im Weser-Kurier nach einem 31-jährigen Geldfälscher gefahndet, damals noch als „Falschmünzer“ bezeichnet, der zusammen mit einem Komplizen 20-DM-Banknoten im Wert von 70.000 DM herstellte und in den Verkehr zu bringen versuchte. 1949 wurden 160.000, 1950 138.000 gefälschte Banknoten entdeckt.:70
Im Jahr 1962 stellten drei Männer aus Süddeutschland über 11.000 falsche 50-Mark-Scheine her, konnten aber bis zu ihrer Verhaftung keine davon in Umlauf bringen. Auch zwei Hamburger konnten ein Jahr später ihre gefälschten 10-DM-Scheine im Wert von 200.000 DM nicht in Umlauf bringen. Weil die Banknoten nachts bei Kunstlicht hergestellt wurden, konnten die Farben nicht genau abgeglichen werden, sodass diese Banknoten einen deutlichen Gelbstich aufwiesen. In den neun Jahren zuvor wurden in Deutschland knapp 6.000 gefälschte Banknoten mit einem Nennwert von knapp 220.000 DM sichergestellt.

### Karlsruher Münzskandal und der Blütenrembrandt
Nicht um Falschgeld, sondern um illegales echtes Geld ging es bei dem 1974 aufgedeckten Karlsruher Münzskandal. Drei Mitarbeiter der dortigen Münzprägeanstalt prägten etwa 1650 bis 1700 seltene Münzen mit einem damaligen Sammlerwert von rund 500.000 DM auf eigene Rechnung nach und brachten sie in den Verkehr. Sie wurden im Juni 1978 in zweiter Instanz zu Freiheitsstrafen verurteilt, die für zwei Angeklagte auf Bewährung ausgesetzt wurden. Das Gericht war der Auffassung, dass Münzen, die in einer staatlichen Münzprägeanstalt auf Originalronden mit Originalstempeln, aber ohne staatlichen Auftrag hergestellt werden, als Fälschungen einzustufen seien.
Im Jahr 1975 erlangte Günter Hopfinger besondere Berühmtheit. Der später als „Blütenrembrandt“ bekannt gewordene Hopfinger zeichnete mit Tusche in nur acht Stunden auf gewöhnlichem Schreibmaschinenpapier die 1000-DM-Scheine der dritten Serie nach. Wie viele dieser Scheine er in Umlauf brachte, ist nicht ganz klar. Je nach Quelle werden 11, 35 oder 80 Banknoten genannt. Hopfinger wurde zu einer Gefängnisstrafe von vier Jahren verurteilt. Später hatten die nachgeahmten Banknoten einen dreimal so hohen Wert wie die Originale. Die Kriminalpolizei stellte später einen Lehrfilm über diesen Fall her, und auch für die Tatort-Folge „Stuttgarter Blüten“ diente dieser Fall als Vorbild.
1976 betrug die Banknoten-Umlaufmenge 58 Milliarden Mark. Davon bestanden 275.000 Mark aus 2.700 gefälschten Banknoten.

### Der Geldofen-Fall
Mitte der 1970er wurde publik, dass drei Mitarbeiter der Bundesbank durch verschiedene Maßnahmen Geldscheine, die eigentlich hätten verbrannt werden sollen, unterschlagen hatten. Damit handelte es sich zwar dem Ursprung nach nicht um Falschgeld; die Scheine waren aber nicht mehr für den Umlauf vorgesehen und damit analog zu den Karlsruher Münznachprägungen als Fälschung zu betrachten. In welchem Umfang hier Scheine zurück in den Bargeldkreislauf kamen, konnte nicht genau ermittelt werden.

### Einführung von maschinenlesbaren Sicherheitsmerkmalen
Um falsche Banknoten noch besser erkennen zu können, installierte die Bundesbank 1977 in Frankfurt sowie bei den Landeszentralbanken Geräte, die mit Hilfe von acht Sensoren spezielle Sicherheitsmerkmale abtasten und so die Echtheit einer Banknote feststellen konnten. Zuvor war diese „scheußlich stumpfsinnige Arbeit“ von rund 5000 Menschen manuell erledigt worden.
In der Rezession Anfang der 1980er Jahre konnte aufgrund der steigenden Konkurs- und Arbeitslosenzahlen auch eine Steigerung des Falschgeldaufkommens festgestellt werden. So wurden 1981 mit 17.172 falschen Münzen im Wert von ca. 34.300 DM doppelt so viele falsche Münzen sichergestellt wie noch im Vorjahr.

In den 1980er Jahren wurden für Fälschungen auch erstmals Scanner eingesetzt, die dann die Vorlagen für die Druckmaschinen lieferten. 1987 wurden rund 12.000 falsche Banknoten, vorwiegend 50- und 100-Mark-Scheine, sichergestellt.

### Aufkommen der Farbkopierer
Ab Ende der 1980er Jahre wurden mit zunehmender Verbreitung von Farbkopierern diese intensiv für die Herstellung von Falschgeld eingesetzt. Beliebt war vor allem der CLC-500 des Herstellers Canon, der damals rund 80.000 Mark kostete (inflationsbereinigt in heutiger Währung: rund 83.700 Euro). 1988 tauchten die ersten kopierten Scheine auf, doch sah die Bundesbank damals noch keine akute Gefahr durch Kopierfälschungen. 1989 registrierte die Polizei 243 Kopierfälschungen, 1990 bereits 590, 1991 waren es schon 18.226 und 1992 mit 37.285 mehr als doppelt so viele wie im Jahr zuvor. Zudem waren seit 1991 auch sogenannte „Kombi-Scheine“ im Umlauf, für deren Herstellung sowohl Kopierer als auch Druckmaschine benötigt werden und die erstklassige Farben und scharfe Konturen aufweisen. 1993 kündigte Canon an, eine unsichtbare Seriennummer in die Kopien einzubauen, damit Falschgeldquellen besser zurückverfolgt werden können.
Aber nicht nur die Farbkopierer führten zu einer Falschgeldschwemme. Nach dem Zusammenbruch des Sozialismus in Osteuropa gab es viele Druckexperten. In Polen wurde eine Produktionsstätte entdeckt, die 20 Millionen Mark in 100er- und 200er-Banknoten hergestellt hatte; Tausende von 500er-Noten wurden in der Türkei hergestellt. In Israel wurden ca. 90 Millionen Mark in 1000-D-Mark-Scheinen produziert. Auch genoss die D-Mark einen guten Ruf als sichere Währung in den ehemals sozialistischen Ländern. Da die Bevölkerung aber nicht mit den Sicherheitsmerkmalen der D-Mark vertraut war, gab es auch dort einen großen Markt für falsche D-Mark-Banknoten.
Diese Falschgeldschwemme hatte zur Folge, dass viele Geschäfte keine größeren DM-Banknoten annahmen. Banken wurden aufgefordert, nur noch geprüfte Banknotenbündel in die Geldautomaten einzulegen, damit diese keine gefälschten Scheine ausgaben. Der Einzelhandel reagierte mit der Installation von UV-Lampen an den Kassen. Ebenso kamen Prüfstifte auf den Markt, die mit Hilfe einer chemischen Substanz die Baumwolle des Banknotenpapiers nachwiesen. Auch Politiker wurden aktiv. So forderten 1993 die Bundestagsabgeordneten Bernd Protzner (CSU) und Wolfgang von Geldern (CDU) die Einführung von 100-DM-Münzen, weil diese angeblich fälschungssicherer herzustellen seien.
Von Oktober 1993 bis 1996 kam es zu einer großangelegten Fälschung von 5-DM-Stücken. Diese bestanden aus einer Kupfer-Nickel-Zink-Legierung und hatten keinen magnetisierbaren Kern, sodass sie von Automaten nicht angenommen wurden. Jedoch waren die Münzen optisch sehr gut gemacht; Abweichungen mussten mit der Lupe gesucht werden. Die Münzen, die in Italien hergestellt wurden, wurden von osteuropäischen Kleinkriminellen in Umlauf gebracht. Fahnder des Bundeskriminalamtes schätzten ca. eine Million falsche Münzen; der Täter gestand nach seiner Verhaftung, ca. 300.000 falsche Münzen geprägt zu haben.
Nach dem starken Anstieg der Fälschungen Anfang der 1990er Jahre aufgrund der Farbkopierer nahm die Zahl der sichergestellten falschen Banknoten in den Jahren 1999 und 2000 wieder ab, um kurz vor dem Ende der D-Mark-Ära noch einmal signifikant anzusteigen. Einzelne Landeskriminalämter verzeichneten im ersten Quartal 2001 eine Verdopplung der Falschgeldfälle gegenüber dem Vergleichszeitraum des Vorjahres.

### Aktuelle Situation
Nach Angaben der Bundesbank ist das Reproduzieren von Geldscheinen der Deutschen Mark nach Einführung des Euro nicht mehr illegal:

„Da die DM-Banknoten aller Serien nicht mehr gesetzliches Zahlungsmittel sind, gelten die Restriktionen des § 128 OWiG (ebenso wie die strafrechtlichen Vorschriften zum Schutz von Geldzeichen nach §§ 146 ff. StGB) und damit auch daraus abgeleitete Vorgaben hinsichtlich Größe, Auflösung, Kennzeichnungspflicht o. ä. für deren Abbildung mittlerweile nicht mehr; sie sind damit aus straf- bzw. ordnungswidrigkeitenrechtlicher Sicht grundsätzlich frei reproduzierbar. […]“